# Charente-Maritime
La Charente-Maritime (/ʃa.ʁɑ̃t.ma.ʁi.tim/), appelée Charente-Inférieure jusqu'en 1941, est un département français situé dans le Sud-Ouest de la France et dans la moitié nord de la région Nouvelle-Aquitaine. Il appartient géographiquement au « Midi atlantique ». Ce département est divisé en cinq arrondissements et porte le numéro 17 dans la numérotation départementale française. Sa préfecture est La Rochelle.
Sixième département par sa superficie au niveau régional, il dispose d'une vaste façade maritime sur l'océan Atlantique et d'une large ouverture sur l'estuaire de la Gironde. Il est arrosé par plusieurs fleuves dont la Charente à laquelle il doit en partie son nom.
Quatre villes s'imposent dans l'armature urbaine de ce département : ce sont La Rochelle et Rochefort qui polarisent tout le nord-ouest de la Charente-Maritime, tandis que Saintes domine le centre du département autour de la vallée de la Charente et Royan la rive droite de l'estuaire de la Gironde. À leurs côtés, quelques petites villes exercent une influence locale comme Saint-Jean-d'Angély, Jonzac, Surgères, Saint-Pierre-d'Oléron et Marennes. La partie méridionale du département subit fortement l'attraction de Bordeaux, la capitale régionale.
Doté d'un secteur primaire encore important grâce à une agriculture diversifiée et la première conchyliculture de France, la Charente-Maritime n'a jamais été un département industriel. Le secteur tertiaire y est largement prépondérant avec près des 3/4 des emplois occupés par les commerces et les services, les administrations, le tertiaire supérieur et le tourisme, ce dernier étant le secteur économique le plus dynamique du département.

## Géographie

### Aperçu géographique du département
Le département de la Charente-Maritime appartient à la région Nouvelle-Aquitaine, dont il occupe la partie nord-ouest. Avec une superficie de 6 864 km2, il se classe au sixième rang en Nouvelle-Aquitaine, et est le troisième département par sa population au niveau régional, se situant après la Gironde et juste après les Pyrénées-Atlantiques, avec 668 160 habitants en 2022.
|                        | Vendée            | Deux-Sèvres |
| Océan Atlantique       | Charente-Maritime | Charente    |
| Estuaire de la Gironde | Gironde           | Dordogne    |

Dans une vue d'ensemble, la Charente-Maritime fait partie du « Midi atlantique », étant située dans le sud-ouest de la France, en bordure de l'océan atlantique et du plus grand estuaire d'Europe que représente la Gironde.
Bénéficiant d'une large façade littorale sur sa partie ouest, la Charente-Maritime est limitrophe de cinq départements. Au nord, elle confine avec la Vendée, au nord-est avec les Deux-Sèvres, à l'est avec la Charente — département avec lequel elle partage la plus grande longueur administrative —, au sud-est avec la Dordogne et, au sud avec la Gironde.

Paysages de la Charente-Maritime :
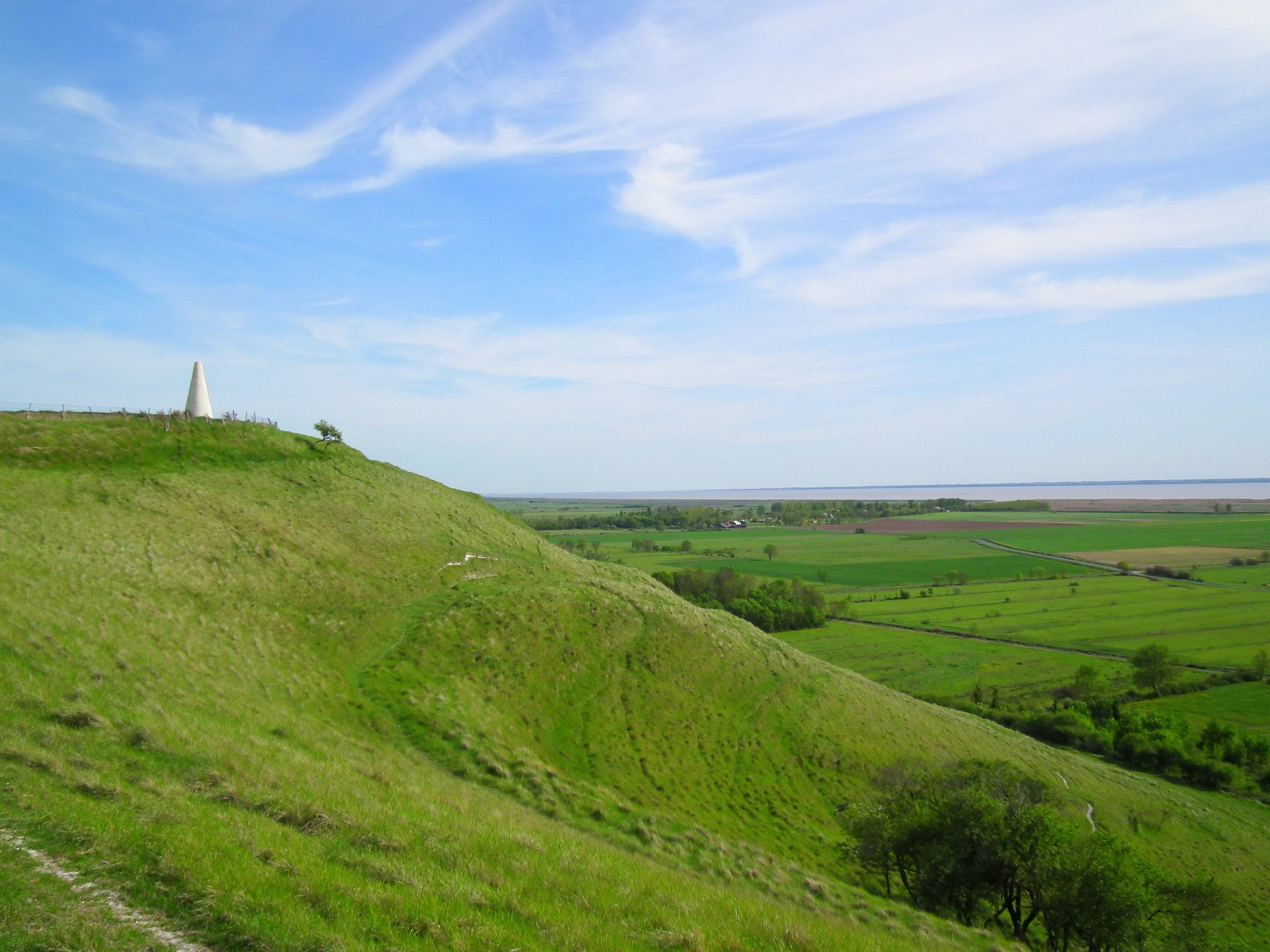
Le terrier de Beaumont, dans le sud-ouest.
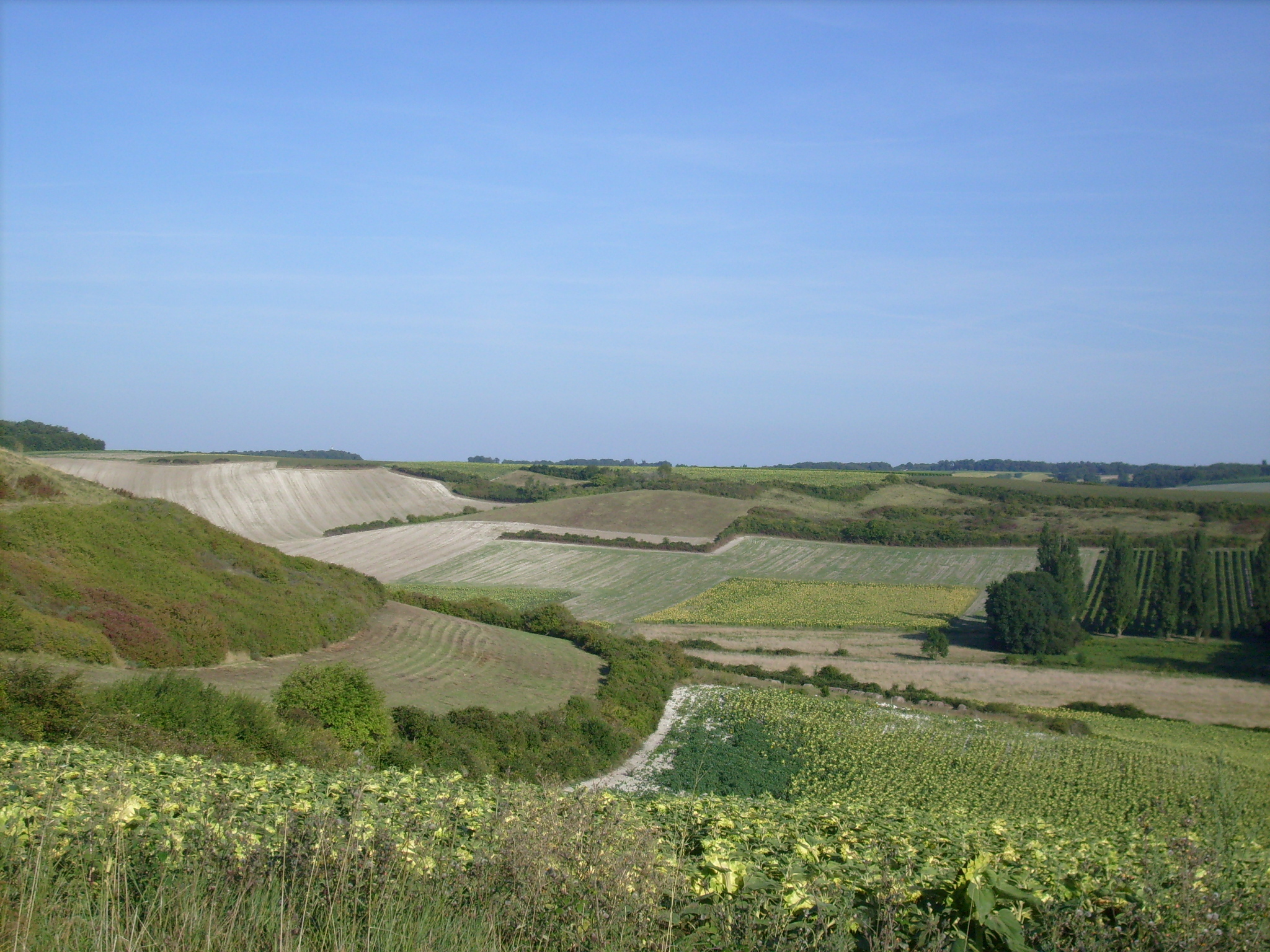
Chenac-Saint-Seurin-d'Uzet, dans le sud-ouest.
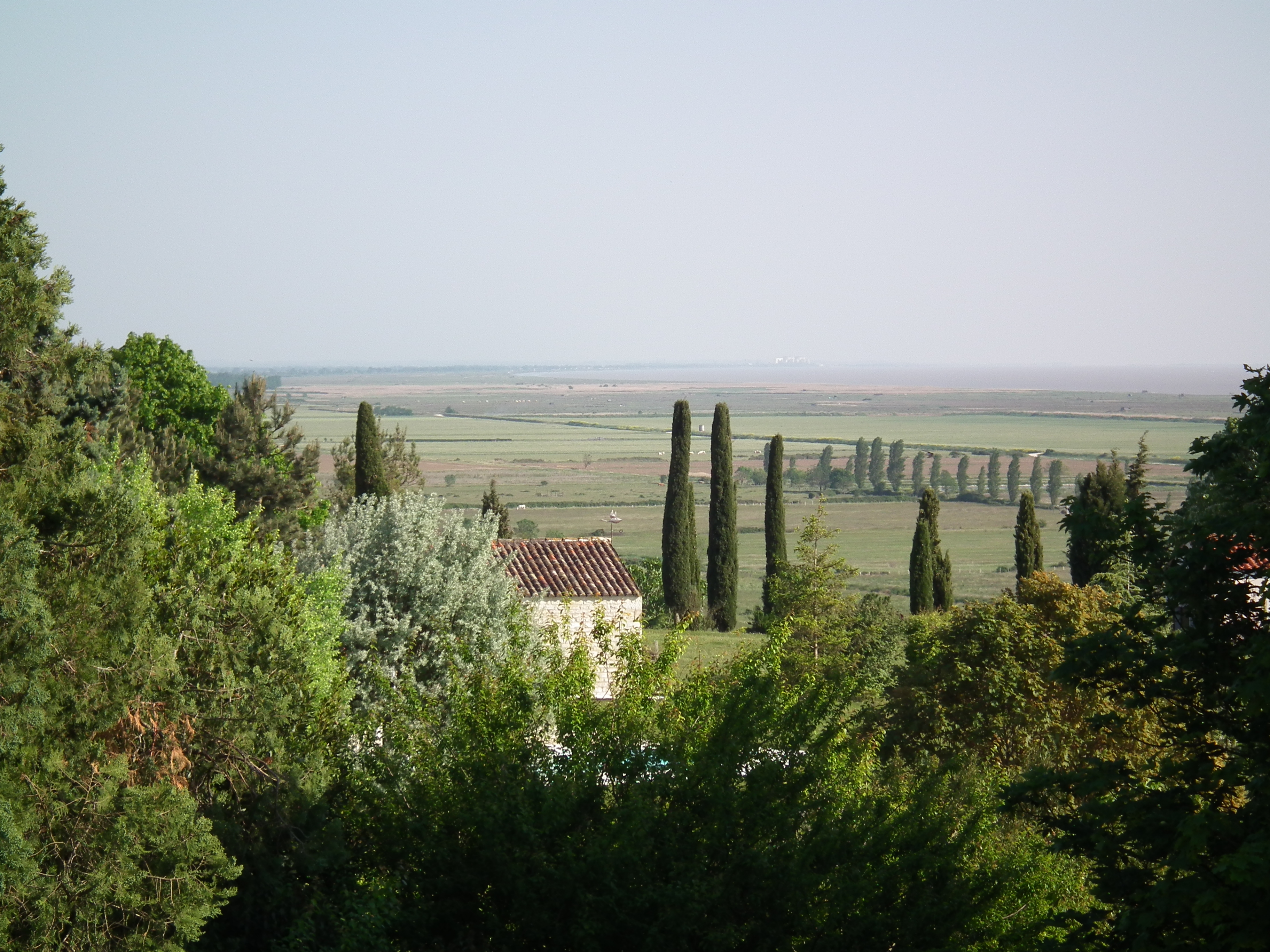
Mortagne-sur-Gironde, dans le sud-ouest.
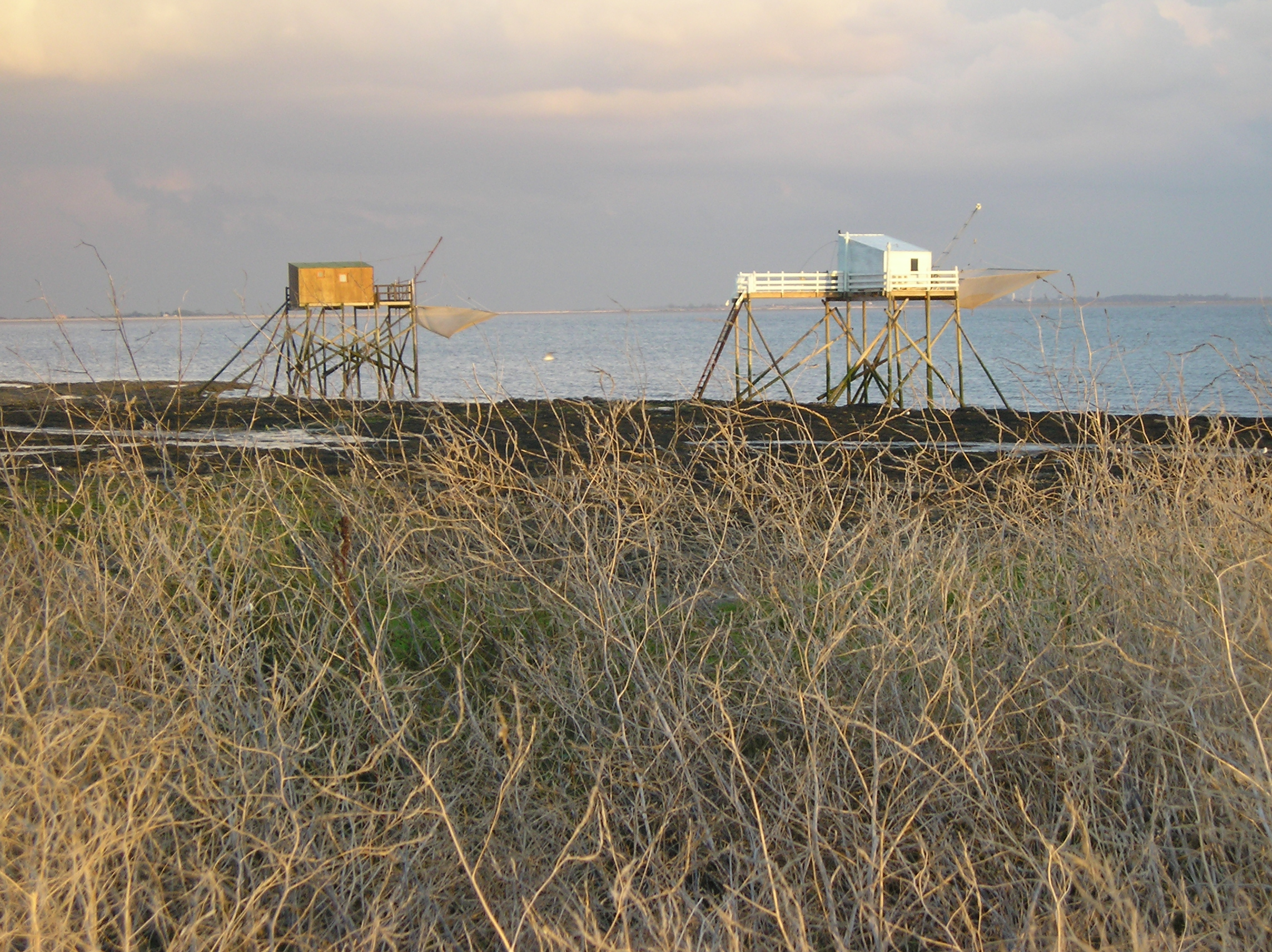
L'Île Madame et ses carrelets, dans le nord-ouest.
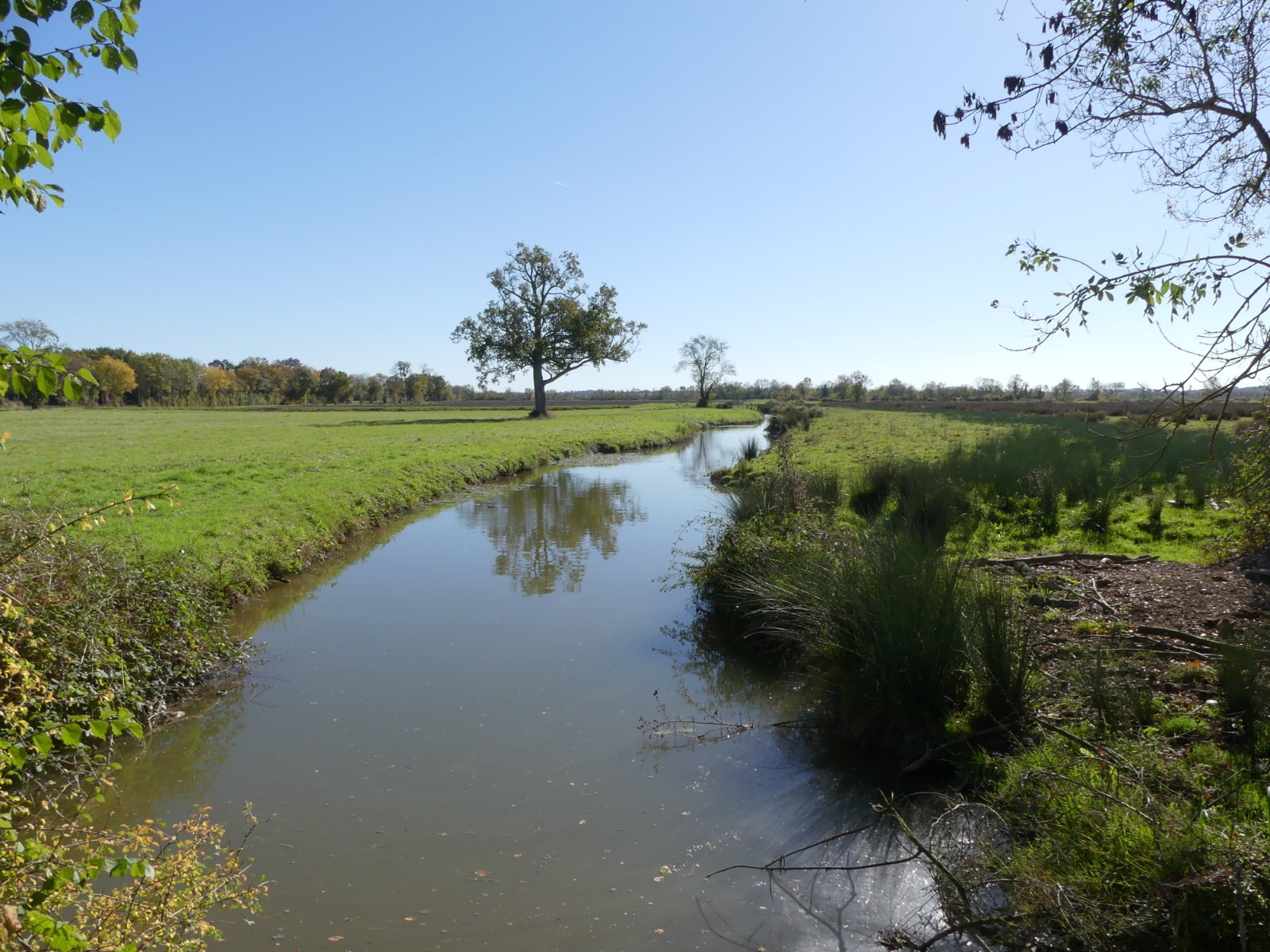
Zone humide à Bords, dans le centre.
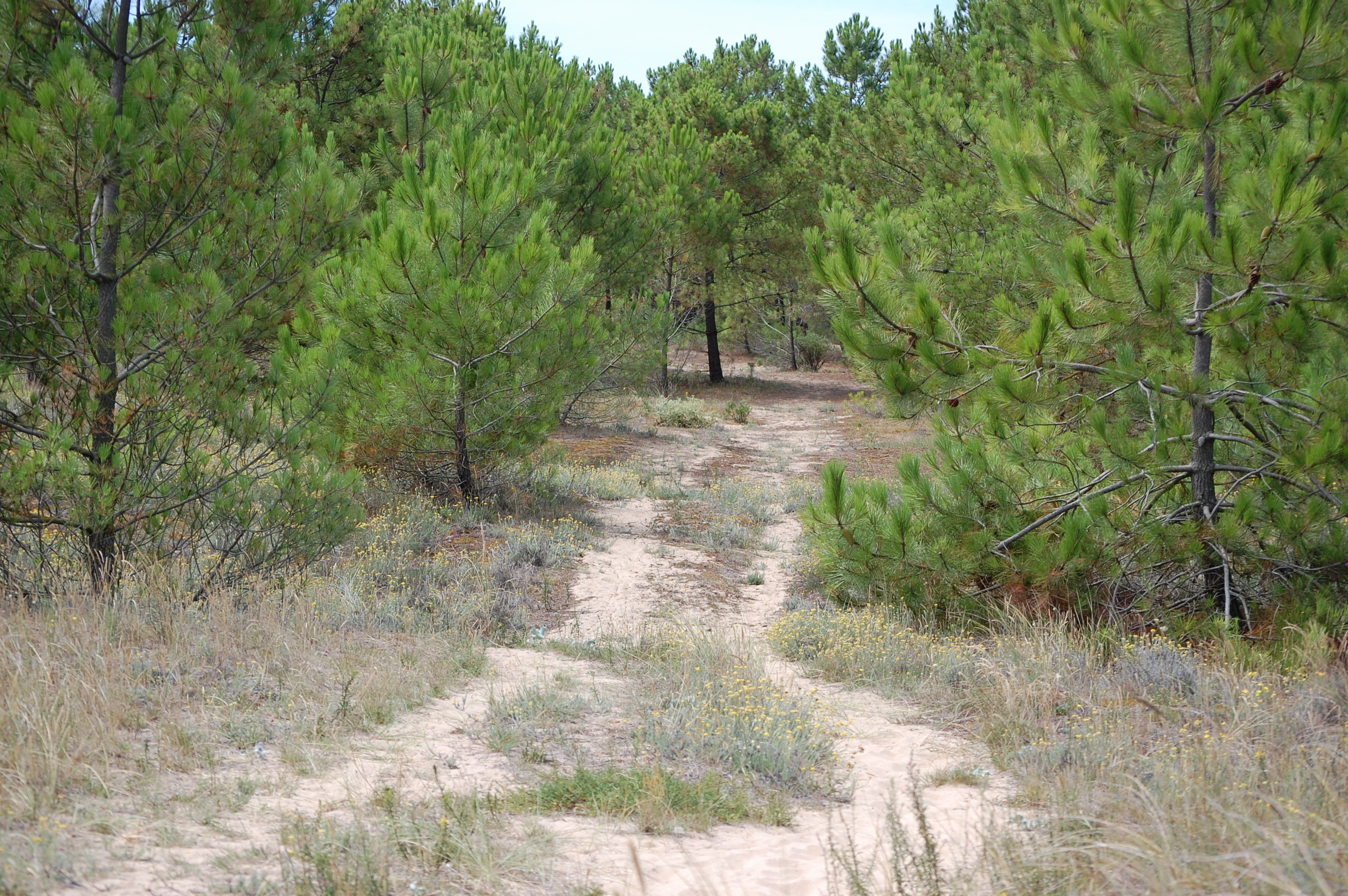
Forêt de Saint-Trojan sur l'île d'Oléron

Ce département, tout en longueur et à la curieuse configuration géographique, est constitué de plaines et de bas plateaux peu boisés au nord mais davantage au sud du fleuve, notamment dans sa partie méridionale. Caractérisé par un relief doucement ondulé, où les altitudes sont en général peu élevées (le point culminant du département étant les Cent Journaux de Chantemerlière à 173 m, dans la forêt d'Aulnay et la commune de Contré), la Charente-Maritime est parcourue par des fleuves et des rivières s'écoulant dans des vallées peu profondes et évasées et est bordée sur son littoral par de larges espaces de marais qui occupent le 1/5 du territoire départemental.
Le département dispose d'une large façade maritime, tant sur l'océan Atlantique que sur l'estuaire de la Gironde.
Les extrêmes du département sont selon l'ordre des points cardinaux :
- Marans (Nord)
- Saint-Aigulin (Est)
- La Clotte (Sud)
- Saint-Clément-des-Baleines (Ouest)
- Saint-Georges-des-Coteaux (centre géographique de la Charente-Maritime).

La commune la plus peuplée est La Rochelle (78 535 hab) et la commune la moins peuplée est Lussac (46 hab).
| Golfe de Gascogne Île de Ré Île d'Oléron La Rochelle Jonzac Rochefort Saintes Saint-Jean-d'Angély Marans Surgères Châtelaillon-Plage Matha Saujon Royan Marennes Saint-Georges-de-Didonne Pons Mirambeau Montguyon Saint-Pierre-d'Oléron La Tremblade |

#### Aperçu du littoral de la Charente-Maritime
La longueur totale de son littoral est de 463 km dont 230 km correspondent au littoral des quatre îles qui forment l'archipel charentais, lequel est représenté du nord au sud, en longeant la frange continentale du département, par Ré, Aix, Madame et Oléron.
- L'île de Ré est située au large de La Rochelle, entre les côtes charentaises et vendéennes. Saint-Martin-de-Ré est souvent considérée comme la « capitale » historique de l'île de Ré mais elle n'est plus la ville principale[Note 5].
- L'île d'Aix est située au cœur du pertuis d'Antioche, entre l'île d'Oléron et Fouras, à l'extrémité nord de la vaste embouchure de la Charente[Note 6].
- L'île Madame est la plus petite des îles charentaises. Elle est située sur la rive gauche de l'estuaire de la Charente entre la presqu'île de Fouras et l'île d'Aix au nord, et la station balnéaire de Port-des-Barques, au sud, commune à laquelle elle est administrativement rattachée. Elle fait face à l'île d'Oléron et au célèbre site de fort Boyard.
- L'île d’Oléron est située au large des côtes saintongeaises. Plus grande des îles françaises métropolitaines après la Corse, avec ses 30 km de long sur 8 km de large (dans la plus grande largeur), elle a une superficie de 174 km2[Note 7] et près de 22 000 habitants permanents[Note 8]. Le centre principal est Saint-Pierre-d'Oléron, considéré également comme la « capitale » géographique de l'île d'Oléron.

### Aperçu de la géologie de la Charente-Maritime
Du point de vue géologique, la Charente-Maritime occupe la partie septentrionale du Bassin aquitain, l'un des trois bassins sédimentaires en France. Au nord, le département est séparé du Massif armoricain par la vaste dépression du Marais poitevin. Au nord-est, le seuil du Poitou sépare le département du Bassin parisien,.
Le sous-sol de la Charente-Maritime est exclusivement composé de roches sédimentaires âgées du Mésozoïque, du Cénozoïque et du Quaternaire. Les roches sont essentiellement constituées de calcaires, de marnes, d'argiles et de grès. La partie nord du département est occupée par des calcaires et des marnes du Jurassique supérieur (Oxfordien à Tithonien en passant par le Kimméridgien), marquant principalement les paysages de l'île de Ré, du nord de l'île d'Oléron et de la plaine d'Aunis. Les terrains du Crétacé supérieur se composent essentiellement de calcaires crayeux, de calcaires à Rudistes, d'argiles et de calcaires sableux âgés du Cénomanien au Campanien (Saintonge, rives de l'estuaire de la Gironde). Des terrains sablo-argileux du Cénozoïque occupent la partie sud-est du département. Les marais littoraux (Rochefort, Brouage, Poitevin) sont composés d'alluvions fluvio-marines du Quaternaire. Le sous-sol charentais-maritime est structuré selon quelques failles et des plis plurikilométriques ouverts (anticlinaux et synclinaux : synclinal de Saintes, anticlinal de Jonzac) et orientés NO-SE (direction dite « armoricaine »). Le département est situé dans une zone à la sismicité qualifiée de faible (sud du département) à modérée (nord du département).

#### Aperçu de l'hydrographie du département
Quatre fleuves tributaires de l'océan Atlantique arrosent le département :
- la Sèvre Niortaise, tout au nord de la Charente-Maritime, sert de délimitation naturelle avec le département de la Vendée ;
- la Charente coule au centre du département, c'est l'artère fluviale maîtresse de la Charente-Maritime ;
- la Seudre, qui est l'un des plus petits fleuves côtiers de France, se jette dans l'océan par un long estuaire, il alimente cependant le plus important bassin ostréicole de France ;
- la Gironde, qui correspond à l'estuaire commun de la Garonne et de la Dordogne marque la limite méridionale avec le département de la Gironde. Il correspond au plus vaste estuaire d'Europe occidentale dont la Charente-Maritime borde la rive droite jusqu'à son embouchure.

### Climat
Le département de la Charente-Maritime bénéficie d'un climat tempéré océanique grâce à sa large ouverture sur l'océan Atlantique et sur l'estuaire de la Gironde, caractérisé en général et principalement sur le littoral par des hivers doux et des étés tempérés.

### Faune et flore
La Charente-Maritime est un département caractérisé par une grande richesse floristique et faunistique. Cela est dû à plusieurs facteurs.

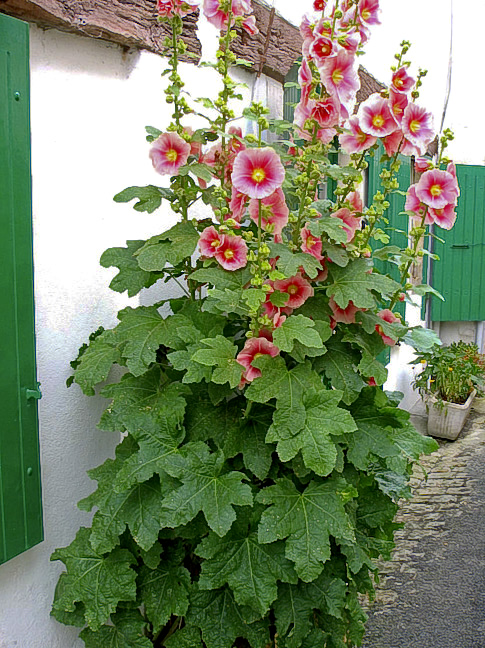
Rose trémière dans une venelle de Saint-Martin-de-Ré.

- Les spécificités climatiques où le département bénéficie de nuances météorologiques représentant le climat océanique aquitain caractérisé par des hivers doux grâce à la proximité de l'océan Atlantique et des étés chauds rafraîchis par les effluves océaniques.
- La présence d'une flore de type subméditerranéen, surtout sur la façade littorale et dans l'archipel charentais, est représentée par les agaves, les cistes, les mimosas, les oliviers, les palmiers, les chênes verts, les roses trémières… Toute cette végétation évoque à bien des égards le climat d'un « Midi atlantique ».
- La présence de sites naturels ou artificiels ayant des caractéristiques bien différenciées, qui ont favorisé des écosystèmes riches en matière de biodiversité : marais, slikkes, schorres, pelouses calcicoles, falaises calcaires, vasières, estrans rocheux, dunes, prairies humides, estuaires, etc. La différence est grande entre le sud du département et les îles du littoral, ce qui se repère à travers la diversité des paysages.
- L'existence de nombreuses réserves naturelles qui ont permis de préserver des habitats naturels[9], ainsi qu'une urbanisation et une emprise agricole encore assez modérées.
- La présence de vasières et de marais, situés sur la grande voie atlantique de migration, qui drainent des populations importantes d'oiseaux, notamment nordiques dont les cigognes blanches et noires.

## Démographie

### Aspects généraux
En 2022, le département comptait 668 160 habitants, en évolution de +4,04 % par rapport à 2016 (France hors Mayotte : +2,11 %).
| 1791    | 1801    | 1806    | 1821    | 1826    | 1831    | 1836    | 1841    | 1846    |
| ------- | ------- | ------- | ------- | ------- | ------- | ------- | ------- | ------- |
| 438 042 | 399 162 | 405 592 | 409 477 | 424 417 | 445 249 | 449 649 | 460 245 | 468 103 |

| 1851    | 1856    | 1861    | 1866    | 1872    | 1876    | 1881    | 1886    | 1891    |
| ------- | ------- | ------- | ------- | ------- | ------- | ------- | ------- | ------- |
| 469 992 | 474 828 | 481 060 | 479 529 | 465 653 | 465 628 | 466 416 | 462 803 | 456 202 |

| 1896    | 1901    | 1906    | 1911    | 1921    | 1926    | 1931    | 1936    | 1946    |
| ------- | ------- | ------- | ------- | ------- | ------- | ------- | ------- | ------- |
| 453 455 | 452 149 | 453 793 | 451 044 | 418 310 | 417 789 | 415 249 | 419 021 | 416 187 |

| 1954    | 1962    | 1968    | 1975    | 1982    | 1990    | 1999    | 2006    | 2011    |
| ------- | ------- | ------- | ------- | ------- | ------- | ------- | ------- | ------- |
| 447 973 | 470 897 | 483 622 | 497 859 | 513 220 | 527 146 | 557 024 | 598 915 | 625 682 |

| 2016    | 2021    | 2022    | - | - | - | - | - | - |
| ------- | ------- | ------- | - | - | - | - | - | - |
| 642 191 | 661 404 | 668 160 | - | - | - | - | - | - |

Le département de la Charente-Maritime est un département moyennement peuplé, sa densité de population atteint 97,3 hab/km2 en 2022.
Cependant, une analyse plus affinée de la répartition de la population sur le territoire départemental fait apparaître de fortes disparités de peuplement.
Le littoral, densément peuplé et fortement urbanisé, supporte aisément la comparaison avec la moyenne nationale, tandis que la Saintonge continentale présente les mêmes caractéristiques que la France rurale et faiblement peuplée, à l’exception notable de la vallée centrale de la Charente, organisée autour de Saintes, et singularisée par un dynamisme démographique soutenu et régulier.

### Communes les plus peuplées
| Nom                    | Code Insee | Intercommunalité                     | Superficie (km2) | Population (dernière pop. légale) | Densité (hab./km2) | Modifier                                    |
| ---------------------- | ---------- | ------------------------------------ | ---------------- | --------------------------------- | ------------------ | ------------------------------------------- |
| La Rochelle            | 17300      | CA de La Rochelle                    | 28,43            | 79 961 (2022)                     | 2 813              | modifier les données · modifier les données |
| Saintes                | 17415      | CA Saintes - Grandes Rives - L'Agglo | 45,55            | 25 312 (2022)                     | 556                | modifier les données · modifier les données |
| Rochefort              | 17299      | CA Rochefort Océan                   | 21,95            | 23 188 (2022)                     | 1 056              | modifier les données · modifier les données |
| Royan                  | 17306      | CA Royan Atlantique                  | 19,30            | 19 322 (2022)                     | 1 001              | modifier les données · modifier les données |
| Aytré                  | 17028      | CA de La Rochelle                    | 12,22            | 9 759 (2022)                      | 799                | modifier les données · modifier les données |
| Périgny                | 17274      | CA de La Rochelle                    | 10,78            | 8 802 (2022)                      | 817                | modifier les données · modifier les données |
| Tonnay-Charente        | 17449      | CA Rochefort Océan                   | 34,39            | 8 248 (2022)                      | 240                | modifier les données · modifier les données |
| Lagord                 | 17200      | CA de La Rochelle                    | 8,04             | 7 594 (2022)                      | 945                | modifier les données · modifier les données |
| Saujon                 | 17421      | CA Royan Atlantique                  | 18,07            | 7 314 (2022)                      | 405                | modifier les données · modifier les données |
| Surgères               | 17434      | CC Aunis Sud                         | 28,71            | 6 861 (2022)                      | 239                | modifier les données · modifier les données |
| Saint-Jean-d'Angély    | 17347      | CC Vals de Saintonge Communauté      | 18,78            | 6 679 (2022)                      | 356                | modifier les données · modifier les données |
| Puilboreau             | 17291      | CA de La Rochelle                    | 7,88             | 6 668 (2022)                      | 846                | modifier les données · modifier les données |
| Saint-Pierre-d'Oléron  | 17385      | CC de l'île d'Oléron                 | 40,55            | 6 665 (2022)                      | 164                | modifier les données · modifier les données |
| Châtelaillon-Plage     | 17094      | CA de La Rochelle                    | 6,59             | 6 440 (2022)                      | 977                | modifier les données · modifier les données |
| Marennes-Hiers-Brouage | 17219      | CC du Bassin de Marennes             | 51,44            | 6 148 (2022)                      | 120                | modifier les données · modifier les données |

### Historique de l'évolution démographique
L’évolution démographique du département se définit en quatre grandes périodes historiques, depuis la mise en place des recensements intercensitaires de population.
De la période napoléonienne jusqu’au Second Empire, le département a enregistré une croissance démographique remarquable et son premier maximum démographique avec une population de 481 060 habitants en 1861. Ce chiffre record n’a été dépassé qu’un siècle plus tard, en 1968.
S’ensuit une longue période de déclin démographique, fortement marquée par l’exode rural, malgré la vitalité des villes du département. Deux phases assez dissemblables apparaissent, dont la première se caractérise par une forte décroissance démographique, depuis la chute du Second Empire et le début de la Troisième République jusqu’au lendemain de la Première Guerre mondiale, puis un temps de stagnation démographique est observé dans l’entre-deux-guerres.
La quatrième période démographique correspond à une reprise vigoureuse et régulière de la croissance de la population depuis le lendemain de la Seconde Guerre mondiale et qui s’est de nouveau accélérée depuis 1990.
Tableau de l'évolution démographique de la Charente-Maritime de 1946 à 2009 : plus d'un demi-siècle de croissance ininterrompue

### Un département attractif
La Charente-Maritime fait partie des départements les plus attractifs de France, et notamment de la façade atlantique. Le département doit cet attrait à sa frange littorale et à son climat doux au fort taux d'ensoleillement qui favorisent à la fois l'haliotropisme et l'héliotropisme, mais aussi à une ruralité active et à un réseau de petites et moyennes villes bien pourvues en commerces et services. De fait, la Charente-Maritime affiche depuis 1975 un solde migratoire positif qui n'a cessé de se renforcer depuis cette date et est à l'origine d'une croissance démographique constante à laquelle les principales villes du département ont largement contribué ainsi que le littoral.
Bien que le vieillissement de la population soit devenu un phénomène global bien réel dans le département, des secteurs ruraux frappés depuis longtemps par l'exode rural comme la Haute-Saintonge, la Double saintongeaise et la Saintonge du nord-est, et présentant un caractère préoccupant de leur démographie, sont devenus à leur tour des zones attractives.
Cependant, la répartition de la population par tranche d'âge est relativement inégale en Charente-Maritime et tend à accentuer les contrastes de peuplement. En effet, elle oppose des zones de peuplement caractérisées par une population encore jeune en milieu urbain et péri-urbain à d'autres de population majoritairement âgée en milieux littoral et rural profond.

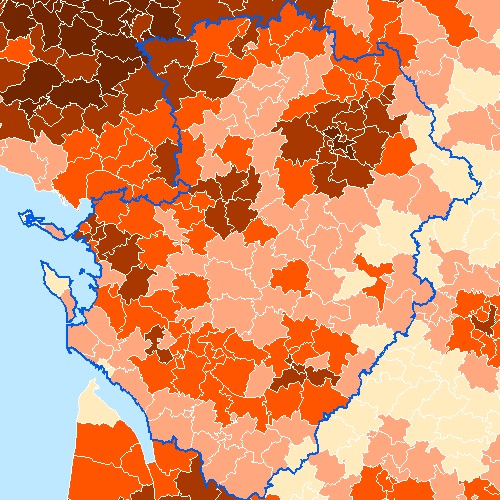
Les moins de 25 ans en Poitou-Charentes en 1999.

De fait, trois secteurs de peuplement apparaissent en Charente-Maritime et se différencient nettement par leur démographie.
Les principaux pôles économiques et urbains - bipôle La Rochelle-Rochefort, Pays d'Aunis autour du triangle Surgères- Aigrefeuille-d'Aunis-Marans et aire urbaine de Saintes complétée par l'axe Pons-Gémozac - tendent à concentrer une population jeune et de jeunes ménages (plus de 30 % de la population ayant moins de 25 ans). Le dynamisme démographique dans ces secteurs géographiques se caractérise à la fois par un solde naturel et un solde migratoire nettement positifs. Cette vitalité ne concerne pas seulement la résidence de personnes âgées mais aussi l'installation d'actifs souvent jeunes. Ces territoires géographiques sont les plus dynamiques et les plus attractifs du département.
Par contraste, la situation apparaît nettement moins favorable dans les secteurs du rural profond, représentés par la Haute Saintonge et la Saintonge du nord-est, qui ont été laminés par de longues décennies d'exode rural et de déprise agricole. Ces deux micro-régions présentent les mêmes caractéristiques démographiques que la « diagonale des faibles densités » (la France des Ardennes jusqu'au sud du Massif Central, absence de centres urbains dynamiques, solde naturel négatif, solde migratoire positif mais caractérisé par l'installation de personnes âgées). Il s'agit de zones rurales en crise démographique profonde qu'aggrave une déprise économique de plus en plus préoccupante. Les petits centres urbains comme Saint-Jean-d'Angély, Jonzac ou Montendre sont en perte de vitesse et en crise urbaine, ils exercent une influence limitée sur leur propre région.
Quant à la zone littorale du département, dont l'économie repose essentiellement sur le tourisme, celle-ci a vu son attractivité se renforcer considérablement depuis 1990. Malgré le remarquable essor démographique du littoral charentais - notamment l'aire urbaine de Royan, la basse vallée de la Seudre de Saujon à Marennes, les stations balnéaires de Fouras et de Châtelaillon-Plage et les deux grandes îles charentaises (Oléron et Ré) -, celui-ci n'échappe pas au phénomène du vieillissement de la population où, dorénavant, la proportion de retraités, souvent supérieure à 40 % de la population totale, est de même ampleur que ce qui est observé sur le littoral méditerranéen (Côte d'Azur, côtes varoise et languedocienne notamment). Cependant, il s'agit d'une zone géographique qui s'urbanise rapidement et où la densité de population est élevée, bien supérieure à celle du département et même à celle de la France.

### Une urbanisation encore moyenne mais qui s'accélère
La Charente-Maritime est un département moyennement urbanisé. Son taux d’urbanisation a franchi les 60 % (taux urbain de 61 % en 2021) alors qu’il est largement supérieur à 75 % en France. Cependant l'armature urbaine du département est relativement bien équilibrée dans son ensemble, sauf à l'extrême sud où il subit fortement l'attraction bordelaise.
En 2021, les quatre principales agglomérations urbaines du département sont dans l'ordre suivant : La Rochelle (138 236 habitants),
Royan (40 122 habitants), Rochefort (38 009 habitants) et Saintes (30 064 habitants).
Ce maillage urbain est complété par neuf autres unités urbaines de plus de 5 000 habitants qui sont par ordre décroissant de population : La Tremblade (12 560 habitants), Marennes (9 716 habitants), Saint-Jean-d'Angély (7 940 habitants), Saujon (7 183 habitants), Surgères (6 825 habitants), Saint-Pierre-d'Oléron (6 627 habitants), Jonzac (5 396 habitants), Saint-Xandre (5 384 habitants) et La Flotte (5 280 habitants).

## Économie

### Panorama général de l'économie départementale
L'économie de la Charente-Maritime est en grande partie liée à son milieu naturel qui a favorisé une agriculture aux productions très variées (lait, céréales, vigne, fruits et légumes) et des activités maritimes aux ressources importantes (huîtres, moules, sel, poissons et crustacés). Un grand nombre de ces productions ont donné naissance à une industrie agro-alimentaire, mais le secteur industriel est peu développé, quoique modernisé et diversifié.
L'économie départementale est dominée par un secteur commercial dominant que renforce le tourisme qui est devenu l'activité majeure de la Charente-Maritime.
Enfin, le tertiaire supérieur revêt une certaine importance dans l'économie de la Charente-Maritime où il s'est considérablement renforcé dans la dernière décennie du XXe siècle, grâce à l'ouverture de l'université de La Rochelle en 1993.
Une agriculture modernisée et performante
La Charente-Maritime est un important département céréalier et viticole avec la production de Cognac. Une large part de ces différentes productions est transformée sur place, ayant généré une industrie agro-alimentaire diversifiée, et contribue à la renommée du département par l'élaboration des eaux-de-vie de cognac, du pineau des Charentes et du beurre de Surgères.
Les ressources de la mer
La Charente-Maritime dispose d'une importante façade maritime qui la positionne aujourd'hui au premier rang national pour les productions conchylicoles (huîtres et moules).
Le département possède également de nombreux marais salants encore en activité, principalement dans les îles de l'archipel charentais, où la production de sel y est traditionnellement préservée. C'est que l'exploitation salinière y a des origines historiques lointaines, remontant à l'âge du fer pour les premiers marais salants dont les premières traces se trouvent sur l'île d'Oléron. Cette activité devint au Moyen Âge la première production de sel en France. Cette suprématie économique charentaise sur le sel s'est prolongée jusqu'au milieu du XIXe siècle.
Un secteur industriel innovant
Certes, le secteur industriel est peu développé en Charente-Maritime où il n'existe pas de grandes concentrations industrielles comme dans le Nord et l'Est de la France. Mais il s'est modernisé et diversifié, s'étendant sur une gamme assez variée d'activités qui sont concentrées essentiellement dans le quart nord-ouest du département (agglomérations de La Rochelle et de Rochefort, axe Surgères-Aigrefeuille-d'Aunis) et est diffus dans quelques villes de la Saintonge (Saintes, Pons, Jonzac , Saint-Jean-d'Angély) ainsi qu'en milieu rural.
Les entreprises industrielles sont majoritairement des PME qui ont su s'adapter aux exigences du monde moderne et de la mondialisation et nombre d'entre elles travaillent à l'exportation, d'autres cultivent l'innovation technologique dans des bureaux d'étude performants.
En outre, l'industrie navale de la plaisance en Charente-Maritime présente une forte dynamique, grâce notamment aux chantiers nautiques de plaisance de Rochefort et de La Rochelle.
À titre anecdotique, c'est en Charente-Maritime que le navire L'Hermione a été inauguré dans le port de Rochefort, après 15 ans de chantier réalisé par une association particulièrement dynamique.
Un secteur tertiaire prédominant
Le secteur tertiaire est devenu prédominant, occupant près des 3/4 des emplois du département. Il doit cette situation particulière d'une part à une tradition commerciale fortement ancrée et d'autre part à l'importance de plus en plus accrue de l'économie touristique.
Le tertiaire supérieur
Le secteur du tertiaire supérieur s'est beaucoup renforcé en Charente-Maritime depuis la création de l'université de La Rochelle en 1993 et s'est développé en trois domaines de compétence représentés par l'enseignement supérieur, les laboratoires de recherche et la recherche et développement.

### Voies de communication et transports

Principales villes et axes de transport routiers en Charente-Maritime.

Le département de la Charente-Maritime a de tout temps été un territoire de passage entre le Nord et le Sud, et ce, depuis ses origines antiques. Disposant d'une large ouverture sur l'océan Atlantique, il a développé une tradition maritime ancienne et importante.
Aujourd'hui, la Charente-Maritime a considérablement modernisé ses infrastructures de communication (voies ferrées, routes et autoroutes) et d'équipements portuaires (Grand port maritime de La Rochelle) et a accru son rôle de transit et d'échanges, appelé à se développer davantage encore avec les projets d'électrification des voies ferrées, de modernisation des routes et d'agrandissement des installations portuaires du port de La Pallice.
Les principaux carrefours de voies de communication ferroviaires, routières et autoroutières sont représentés par les villes principales, où Saintes en particulier joue un rôle de premier plan. La Rochelle et Rochefort sont également d'importants centres de transit et d'échanges et ces deux agglomérations disposent d'aéroports dont celui de La Rochelle - Île de Ré est le plus important entre Loire et Gironde.

### Tourisme
Des conditions climatiques clémentes, un important patrimoine architectural et environnemental préservé, une vie culturelle animée et diversifiée, le tout conjugué à l'attractivité du littoral et de ses îles font de la Charente-Maritime la deuxième destination touristique de la France et le premier département touristique du littoral atlantique français.

L'emblème « Ma préférence » accompagne la communication des événements estampillés conseil général.

Parmi les sites emblématiques de la Charente-Maritime figurent le Vieux-Port de La Rochelle, les citadelles de Brouage, Saint-Martin-de-Ré et du Château-d'Oléron, les anciennes fortifications militaires du littoral comme Fort Boyard, Fort Louvois ou encore l'arsenal maritime du XVIIe siècle de Rochefort, les stations balnéaires de Royan, Fouras et Châtelaillon ou les villages de Talmont-sur-Gironde, Mornac-sur-Seudre, La Flotte et Ars-en-Ré, ces derniers ayant obtenu le label Plus Beaux Villages de France. Enfin, Saintes, Rochefort et Royan sont classées villes et pays d'art et d'histoire en raison de la concentration de monuments historiques dans les deux premières et de l'architecture des années cinquante pour la dernière.

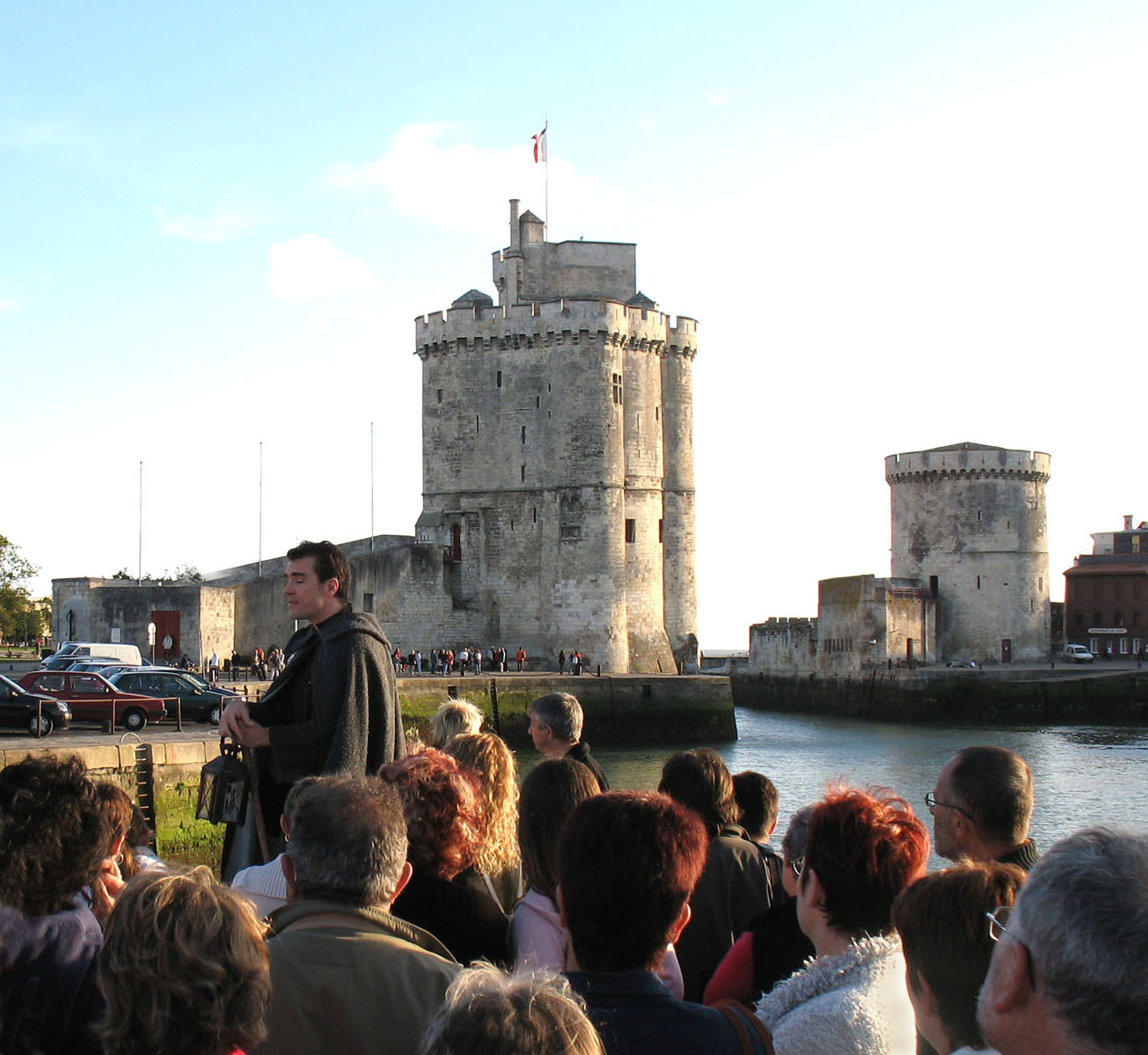
La Ronde de nuit à La Rochelle.

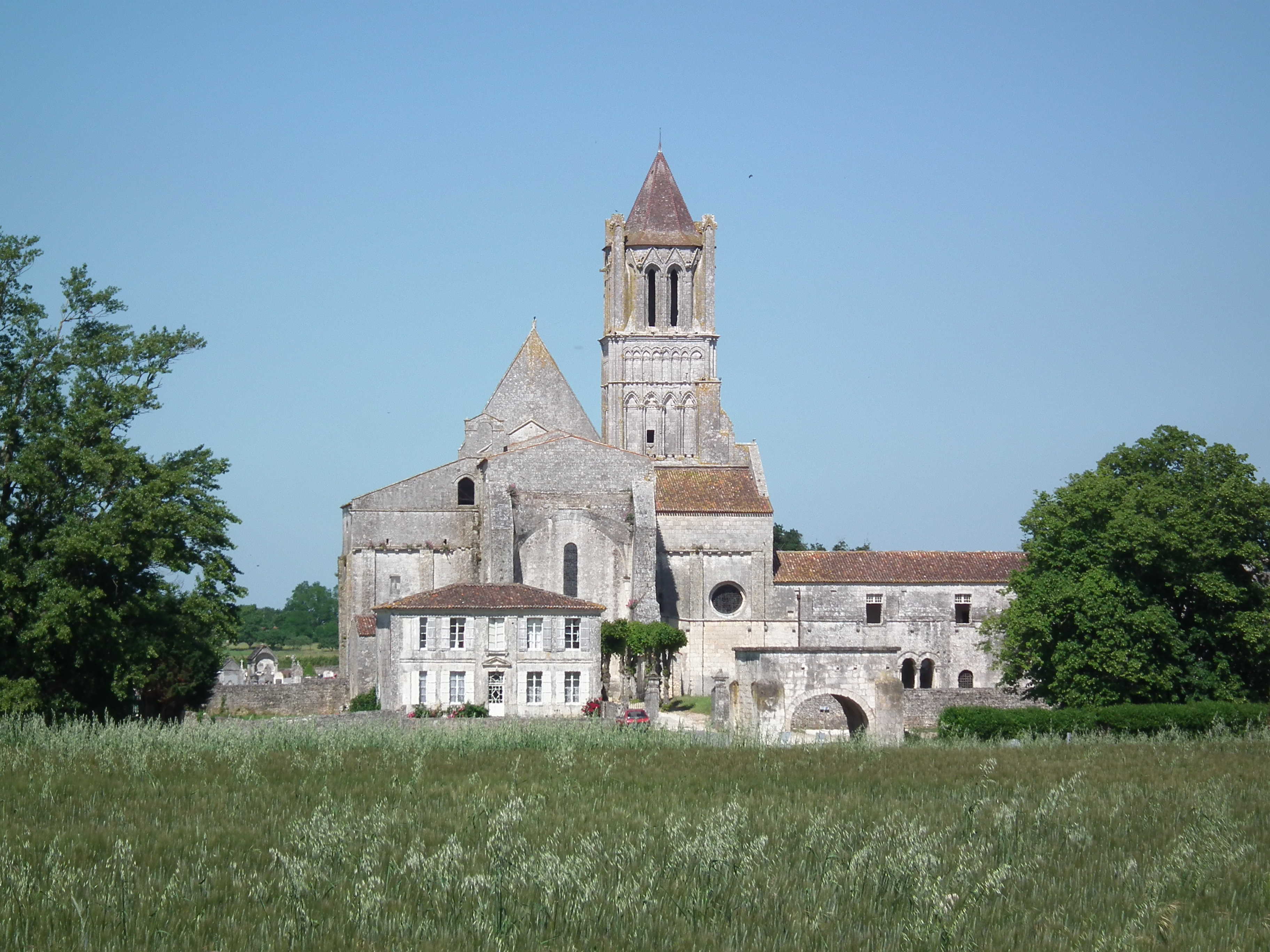
Abbaye de Sablonceaux.

Plusieurs lieux du département sont inscrits au patrimoine mondial de l'humanité par l'Unesco. Sur cette liste figurent la citadelle de Saint-Martin-de-Ré, la basilique Saint-Eutrope de Saintes, l'hôpital des pèlerins de Pons et l'Église Saint-Pierre d'Aulnay.
Le département possède de nombreuses églises romanes comme l'Abbaye de Sablonceaux pour la plupart et gothiques pour d'autres comme l'église de Marennes, ainsi qu'un grand nombre de châteaux dont quelques-uns sont ouverts aux touristes, notamment le château de la Roche-Courbon, le château de la Gataudière à Marennes ou encore celui de Dampierre-sur-Boutonne. Un grand nombre de musées et d'écomusées aux thèmes variés et souvent renouvelés s'offrent aux visiteurs.
Le département compte également une douzaine de pôles nature, un parc naturel interrégional, le Marais Poitevin (lequel s'étend également sur les départements de la Vendée et des Deux-Sèvres), et une réserve ornithologique, la réserve naturelle du Marais d'Yves.

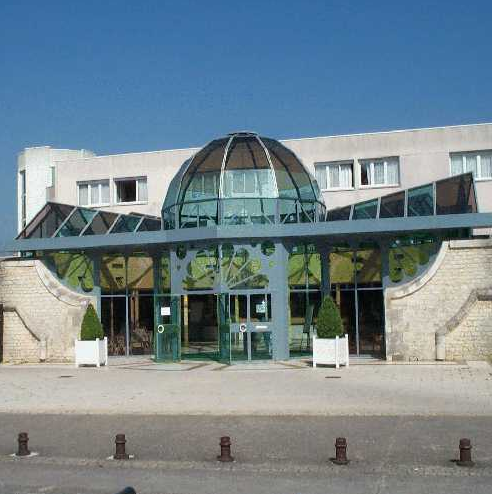
L'entrée principale des thermes de Rochefort.

La richesse du tourisme de la Charente-Maritime réside dans sa multitude d'activités qui ne s'appuient pas exclusivement sur le littoral. Ainsi, le tourisme de santé est en plein essor grâce au développement du thermalisme (stations thermales de Rochefort, Jonzac et Saujon), du thermo-ludisme et de la balnéothérapie. Il attire chaque année plusieurs milliers pour les petites structures à plusieurs dizaines de milliers de visiteurs pour les plus gros centres.

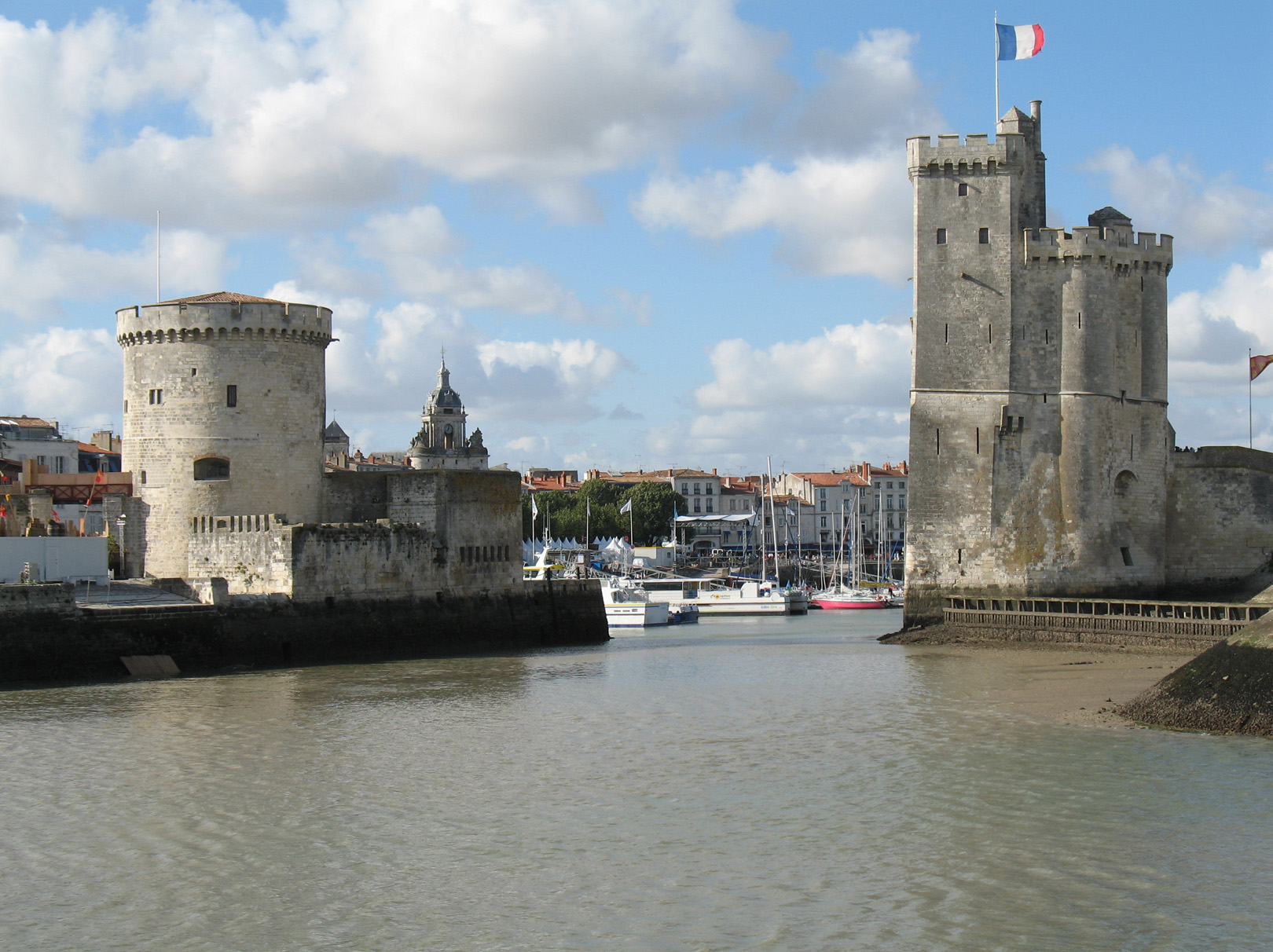
La Rochelle et le Vieux-Port.
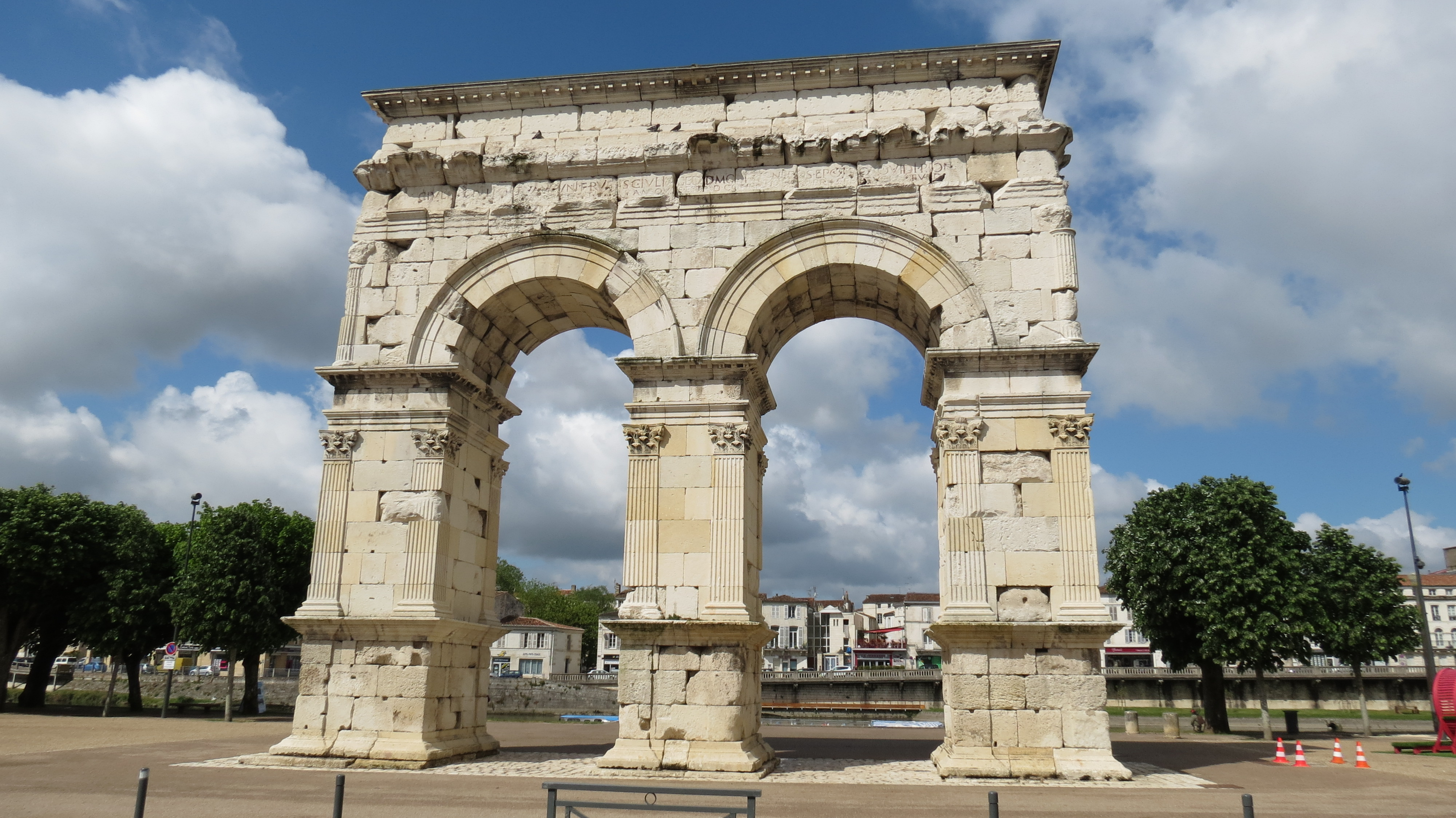
Saintes.
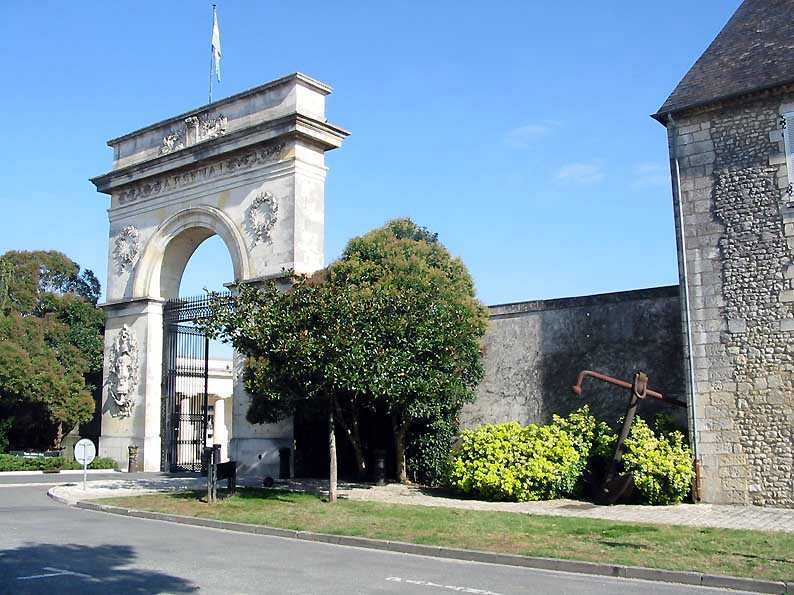
Rochefort.
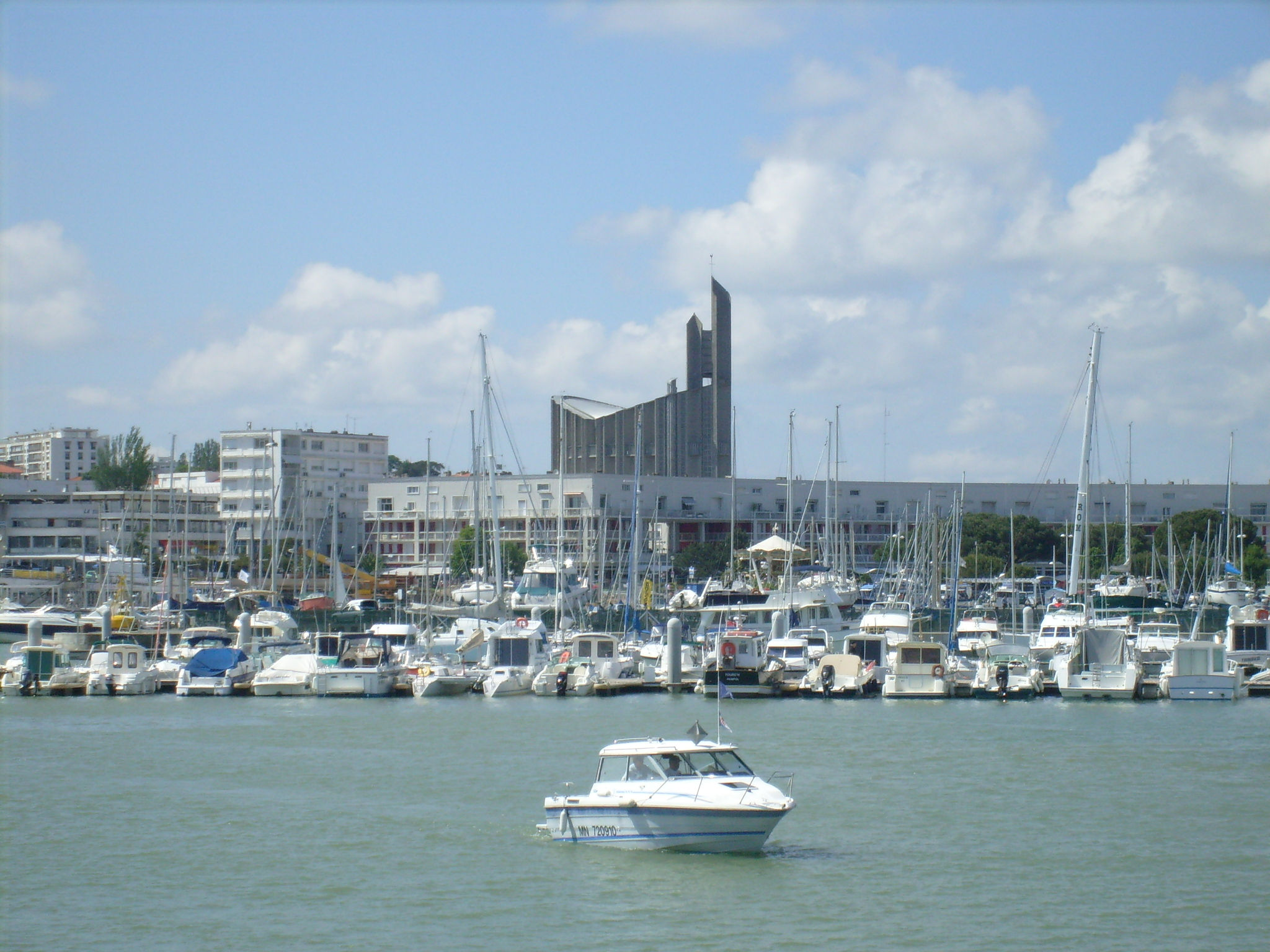
Royan.
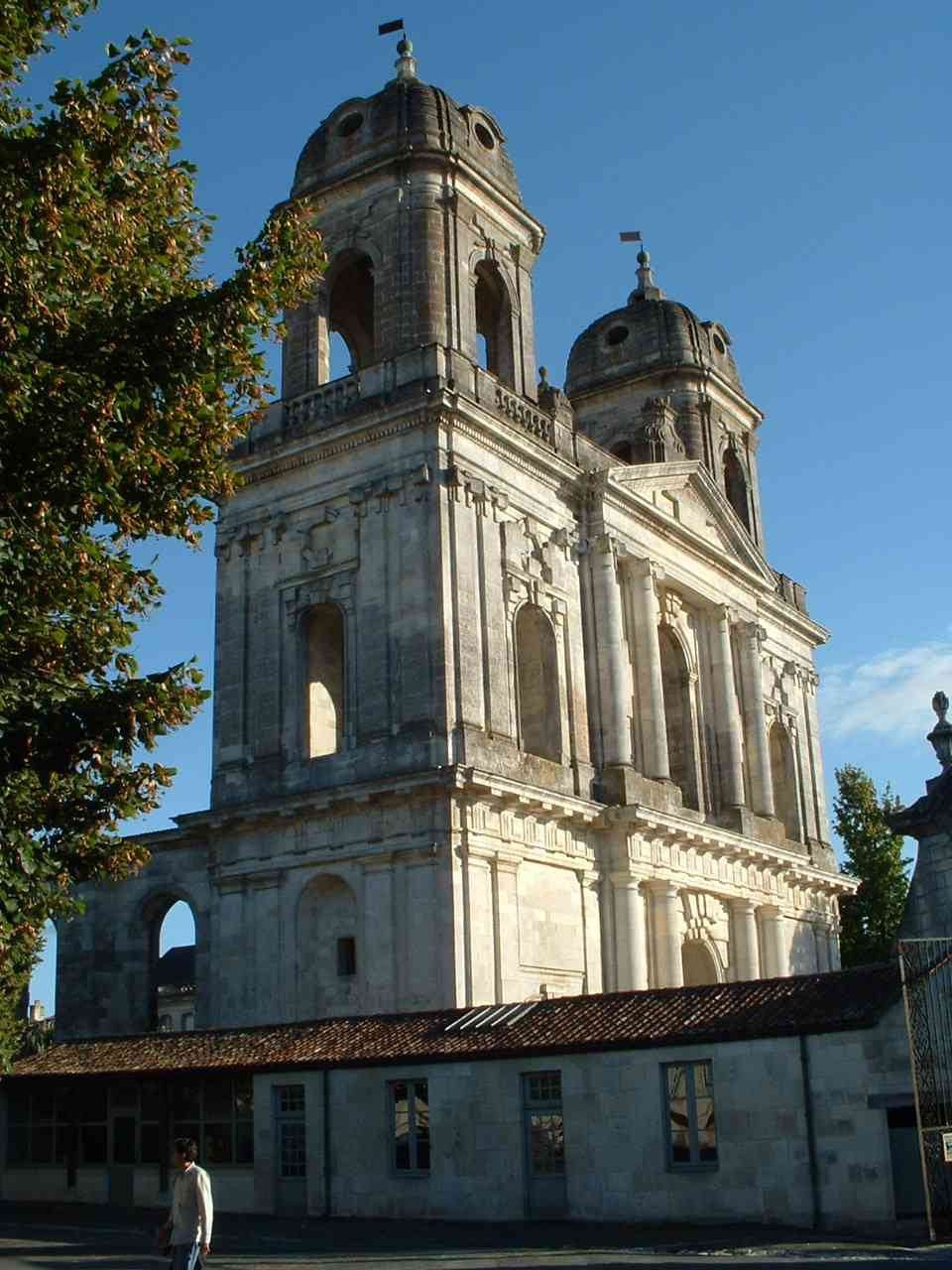
Saint-Jean-d'Angély.
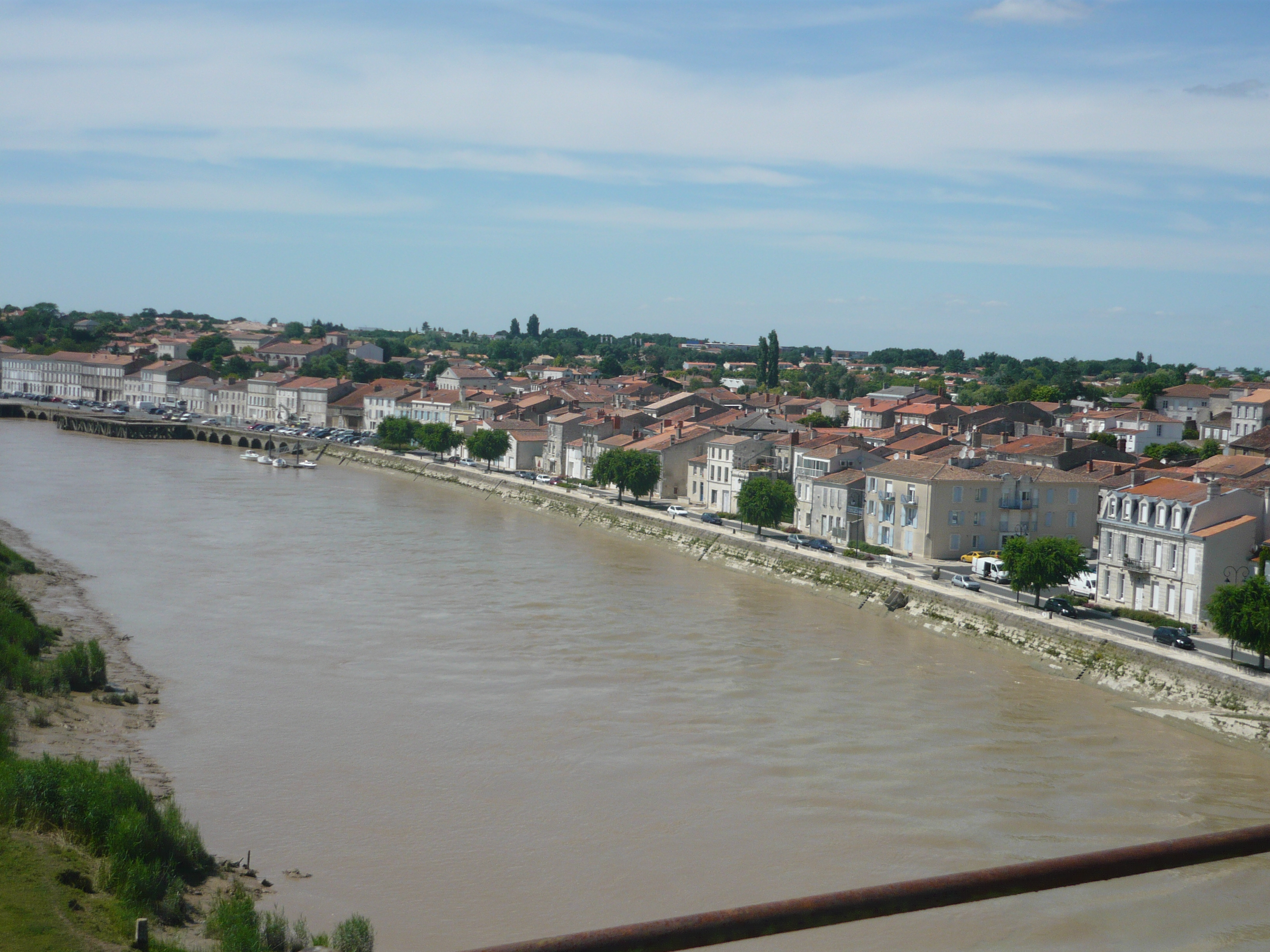
Tonnay-Charente.
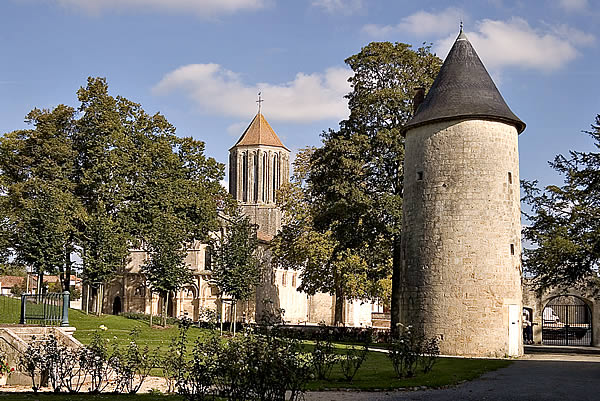
Surgères.
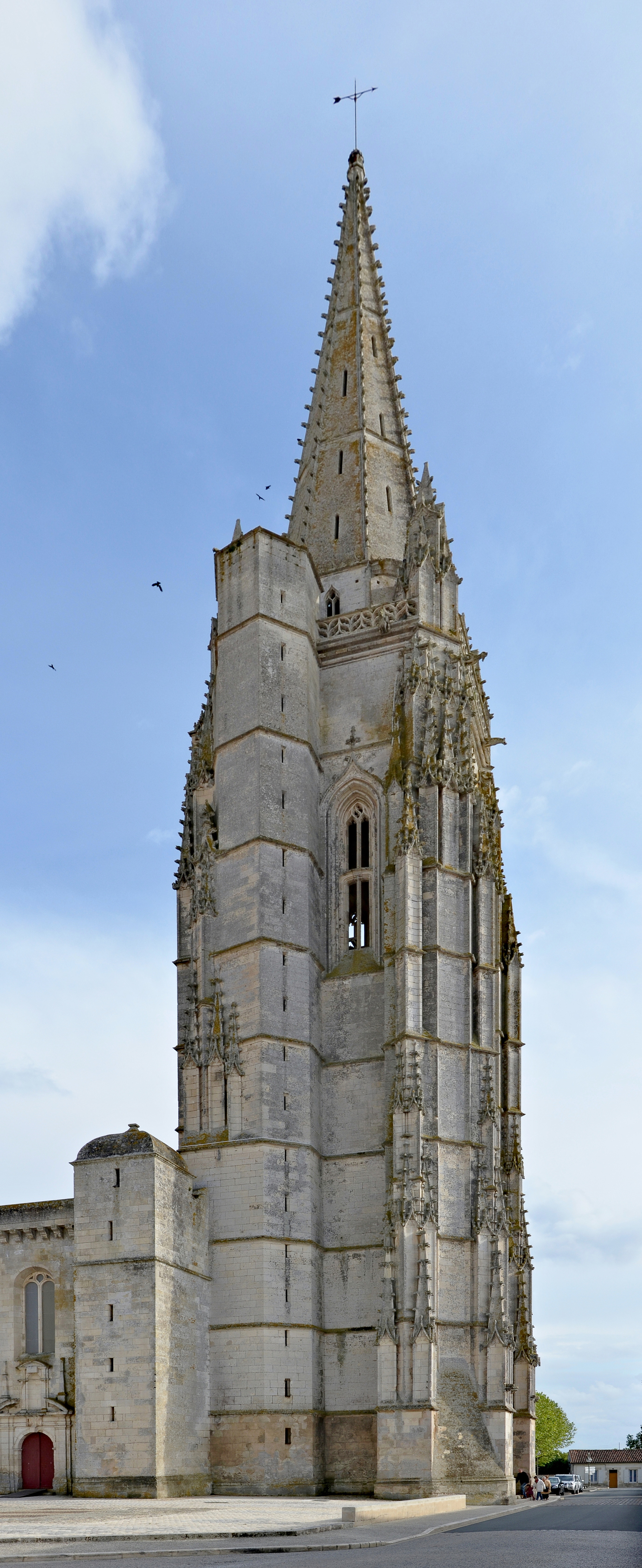
Marennes.
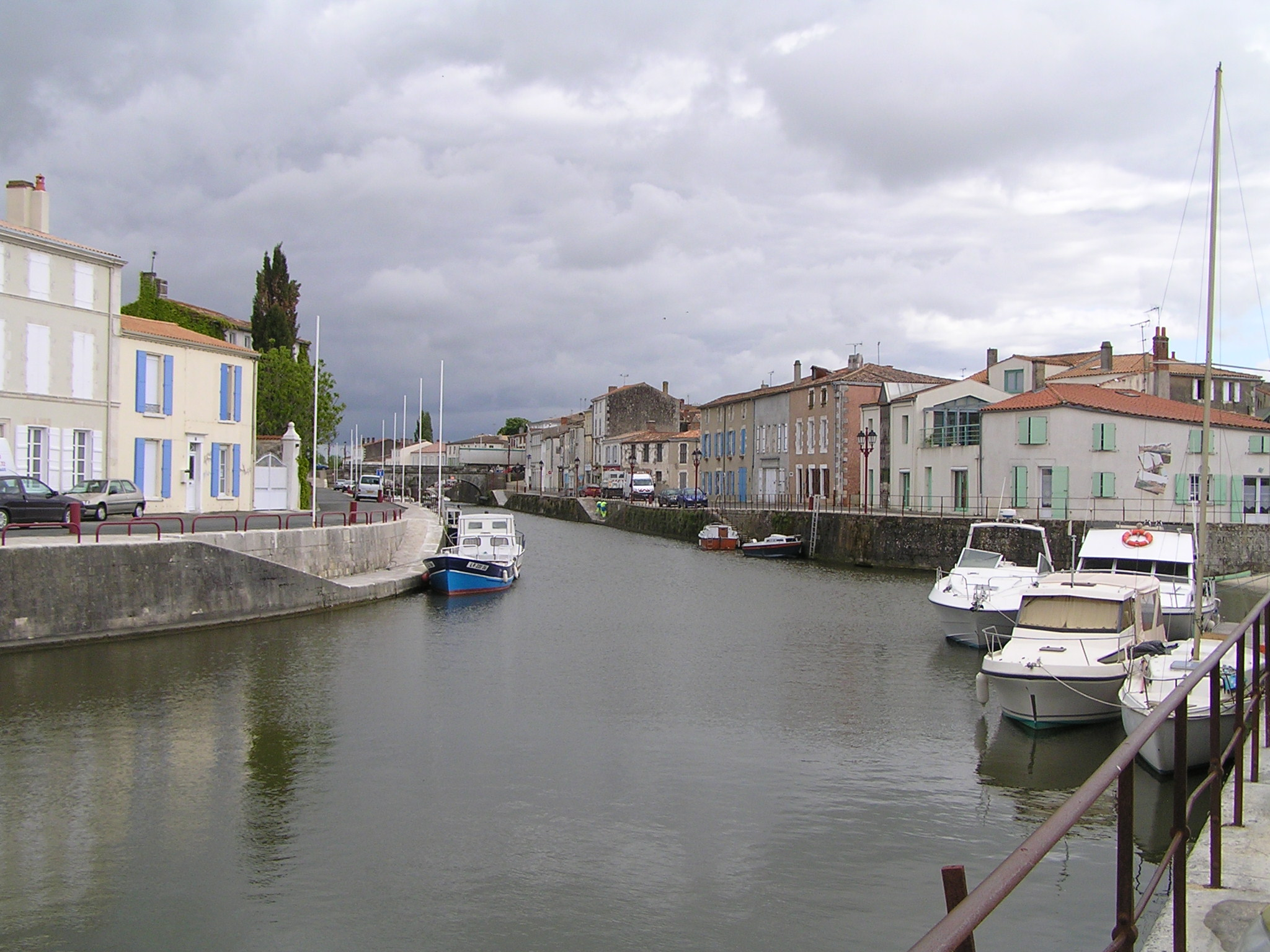
Marans.
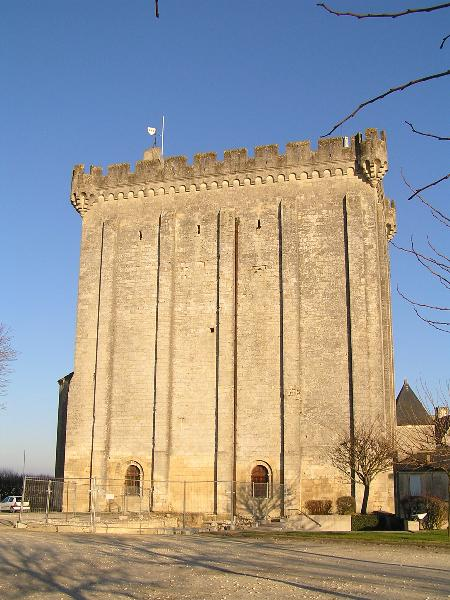
Pons.
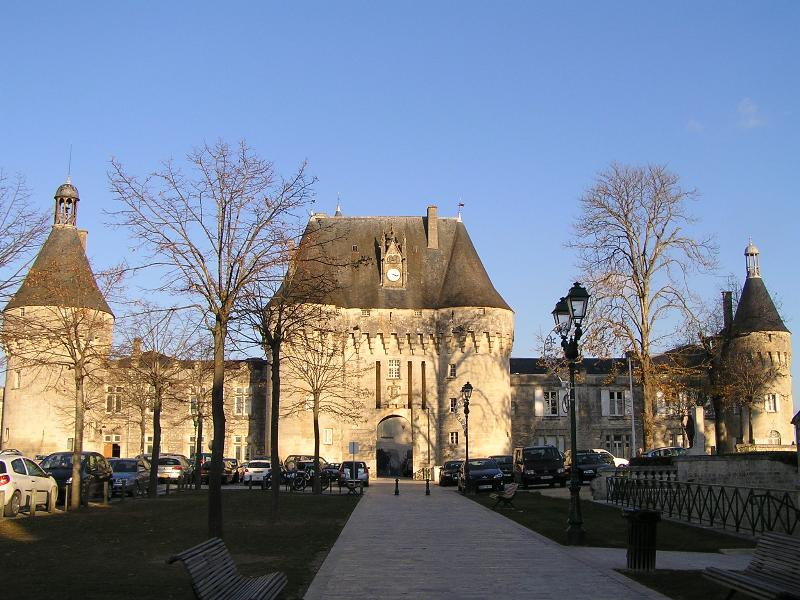
Jonzac.
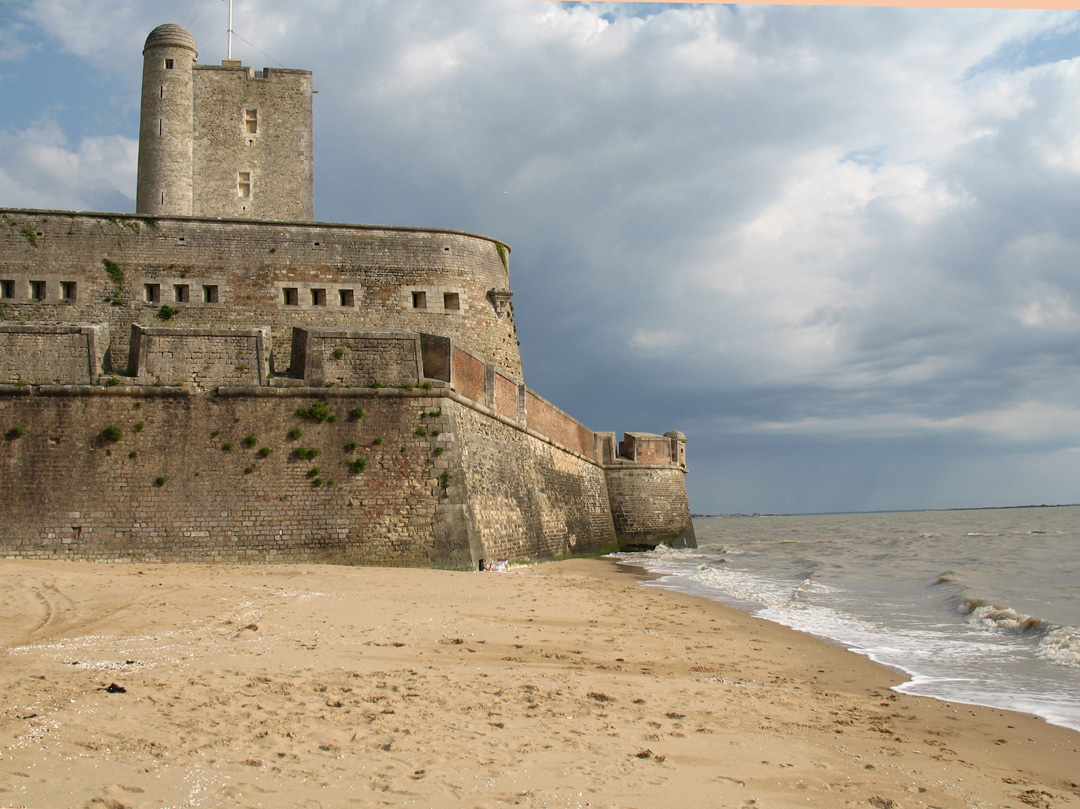
Fouras.
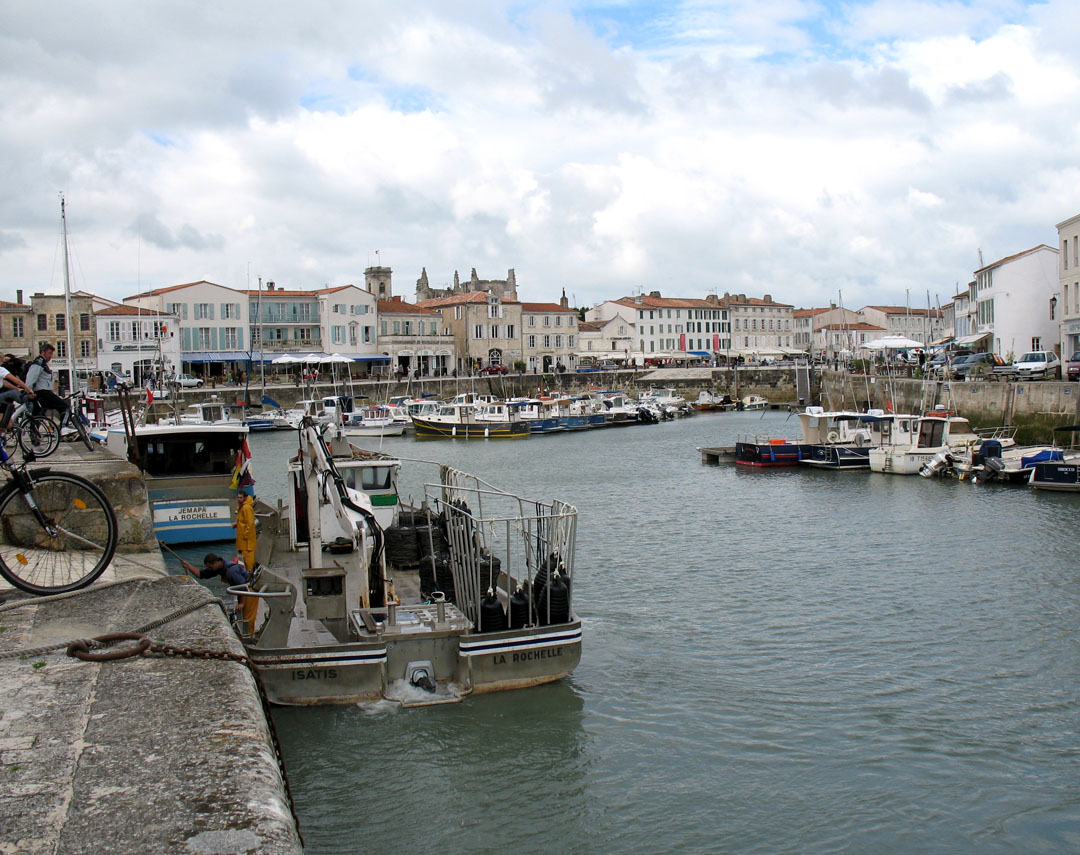
Saint-Martin-de-Ré et l'île de Ré.
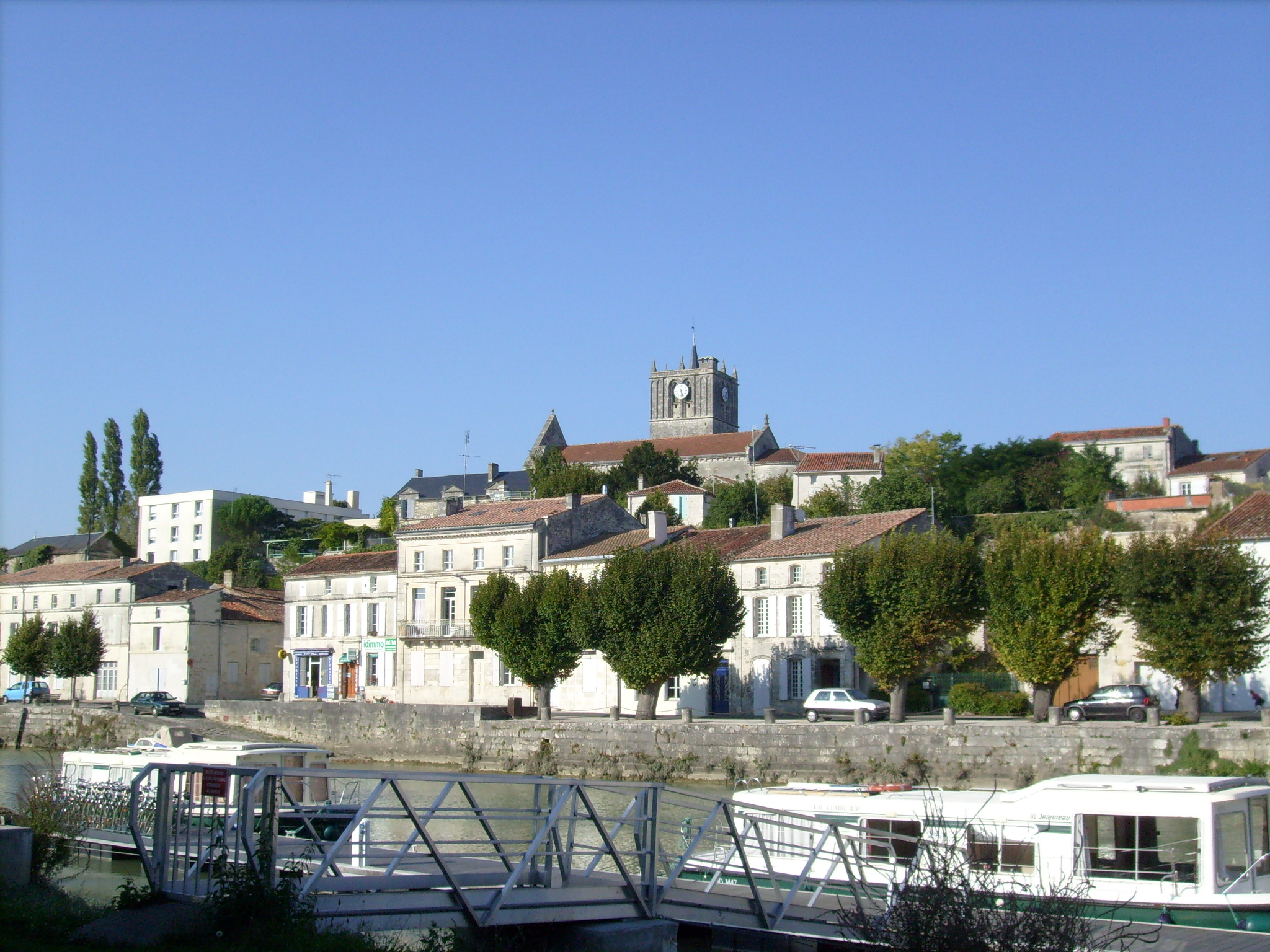
Saint-Savinien.
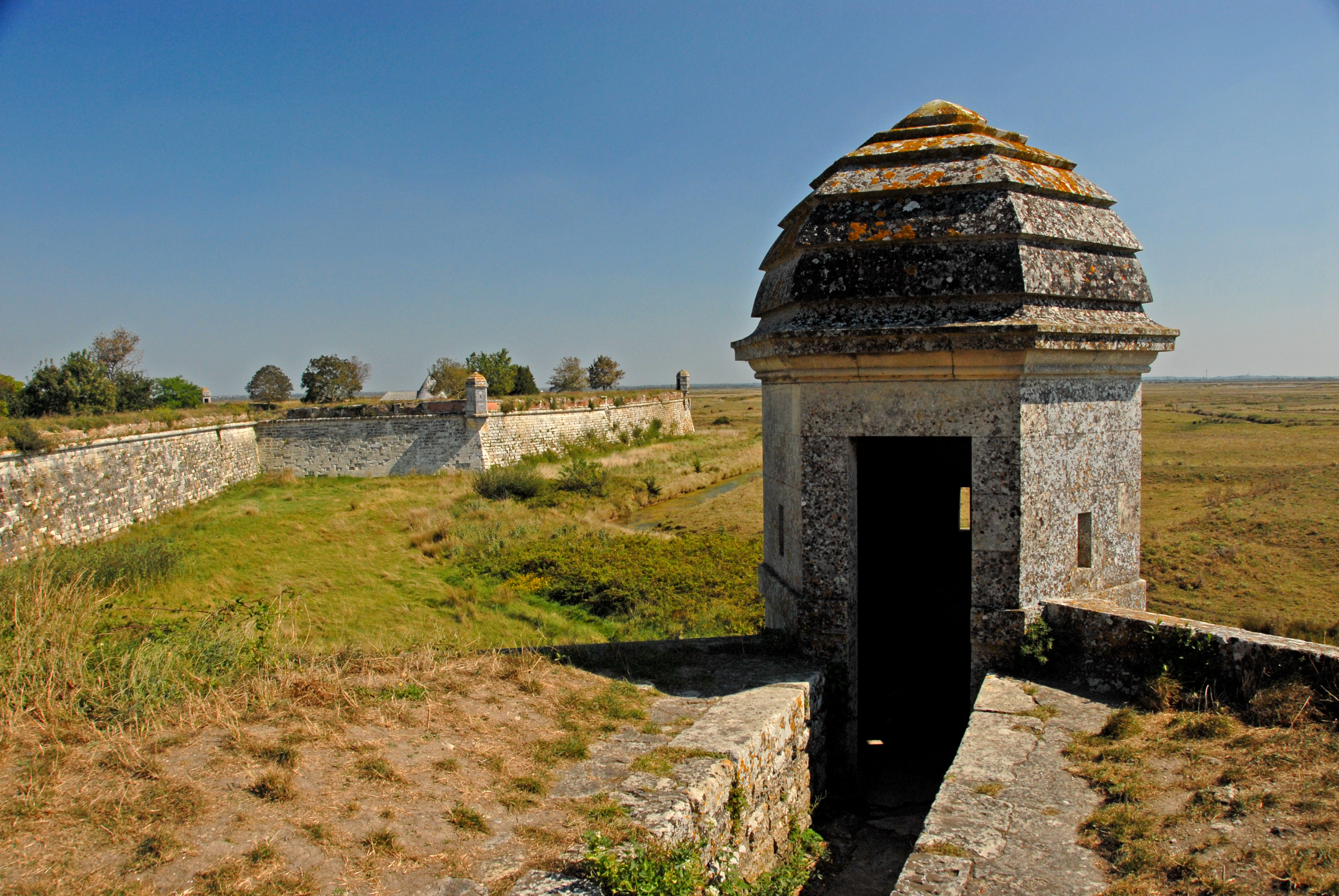
Brouage.
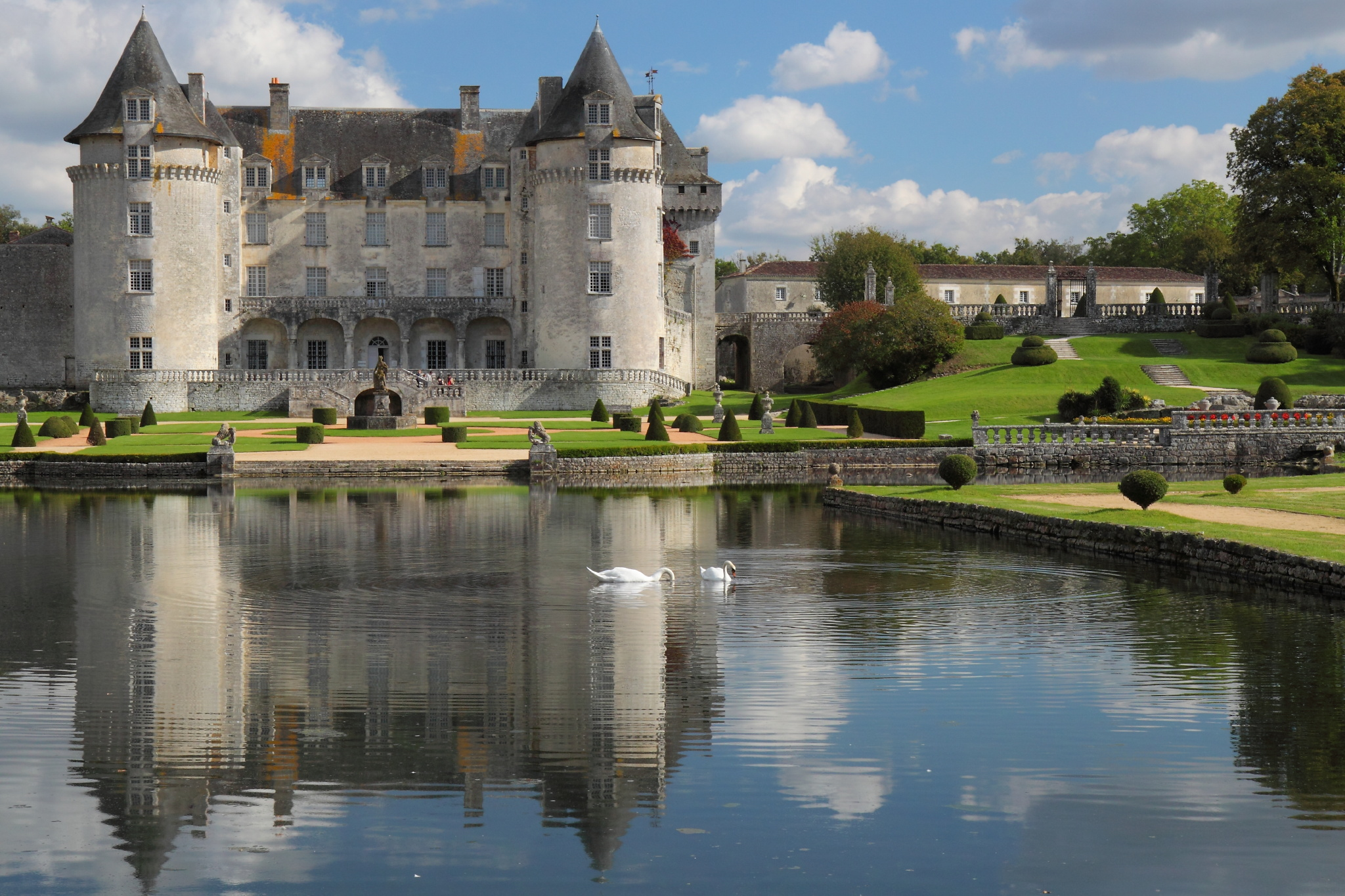
Le château de la Rochecourbon.
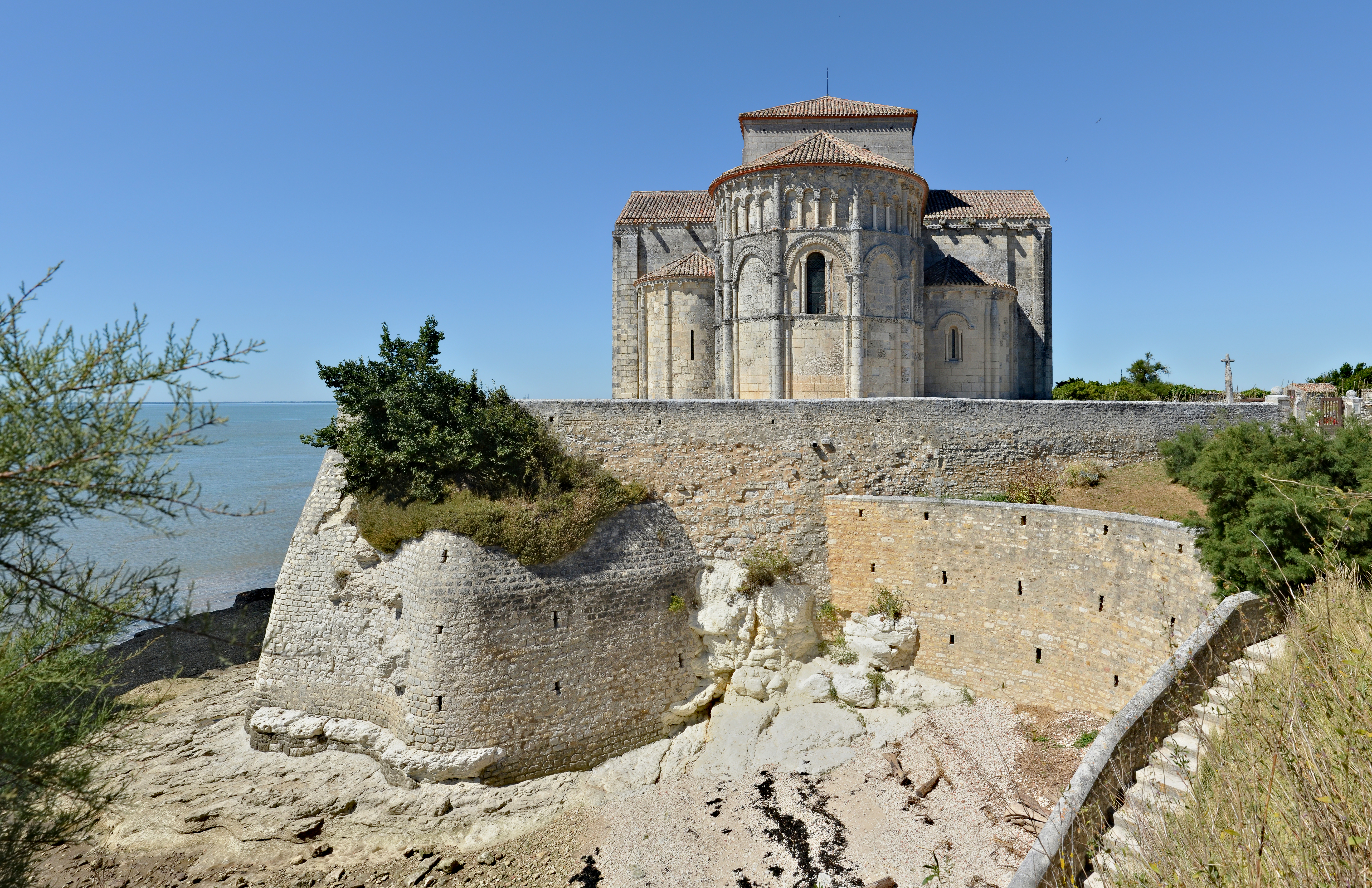
L'église Sainte-Radegonde de Talmont-sur-Gironde.
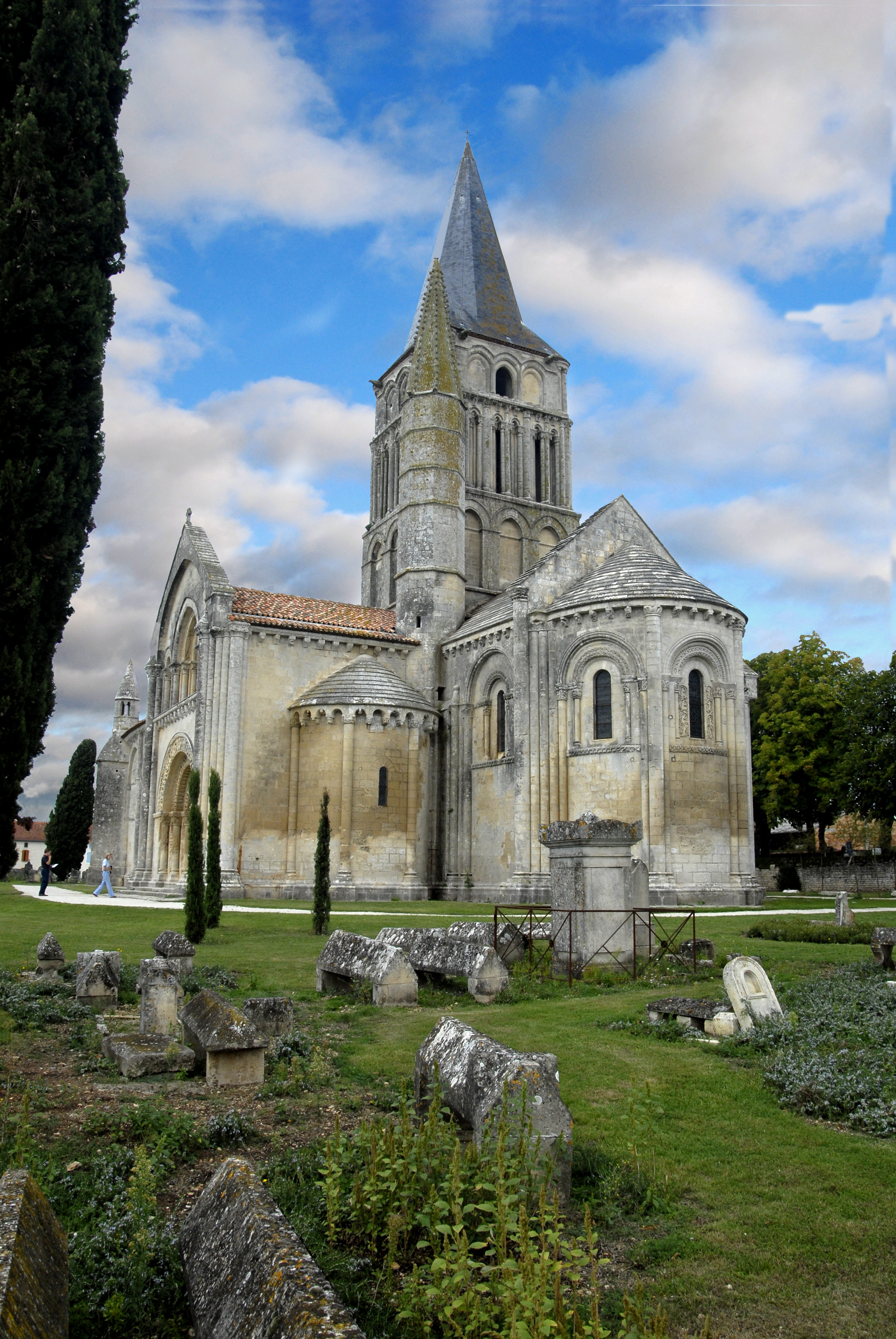
L'église d'Aulnay-de-Saintonge.
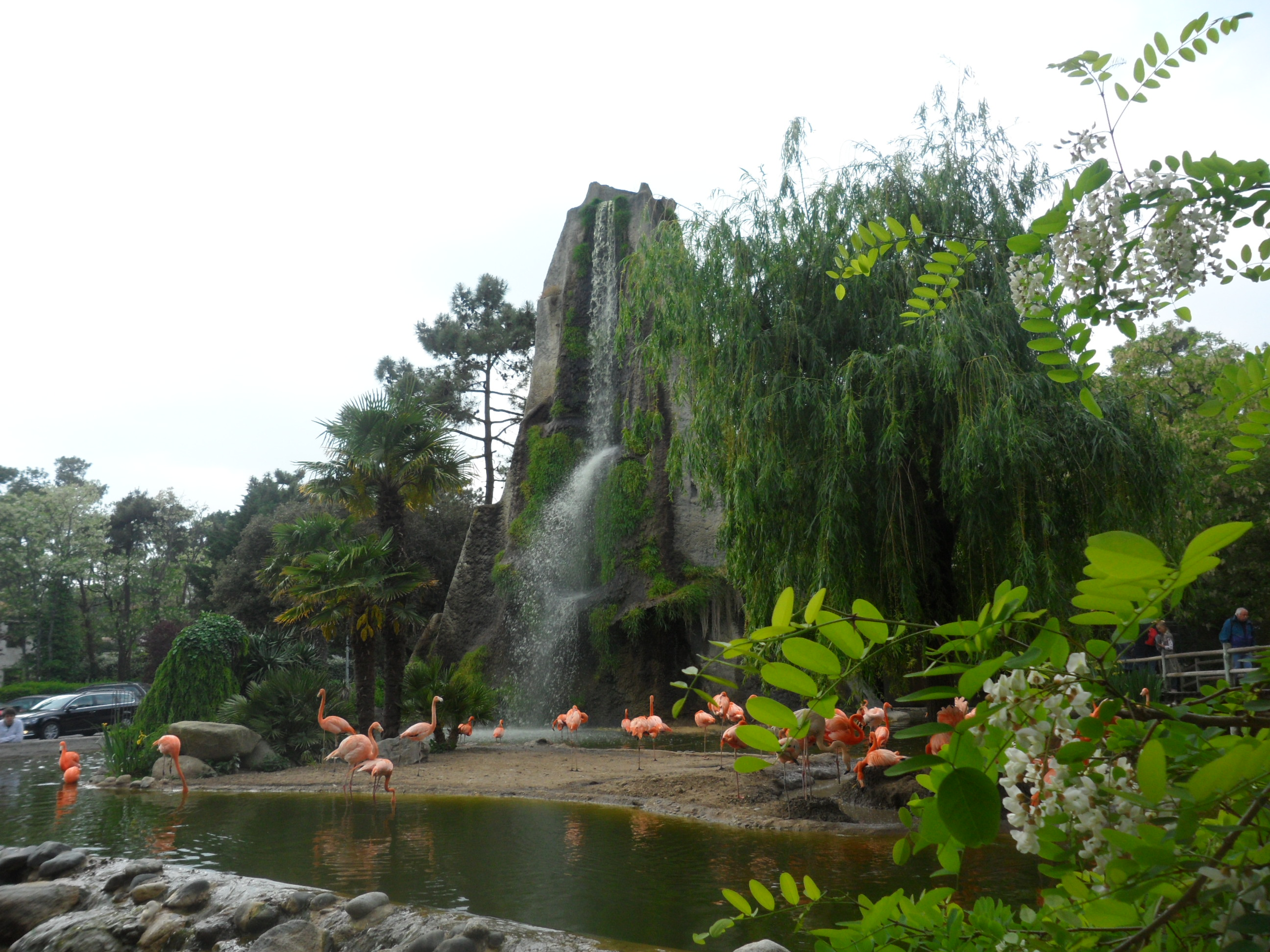
Le Zoo de la Palmyre aux Mathes.
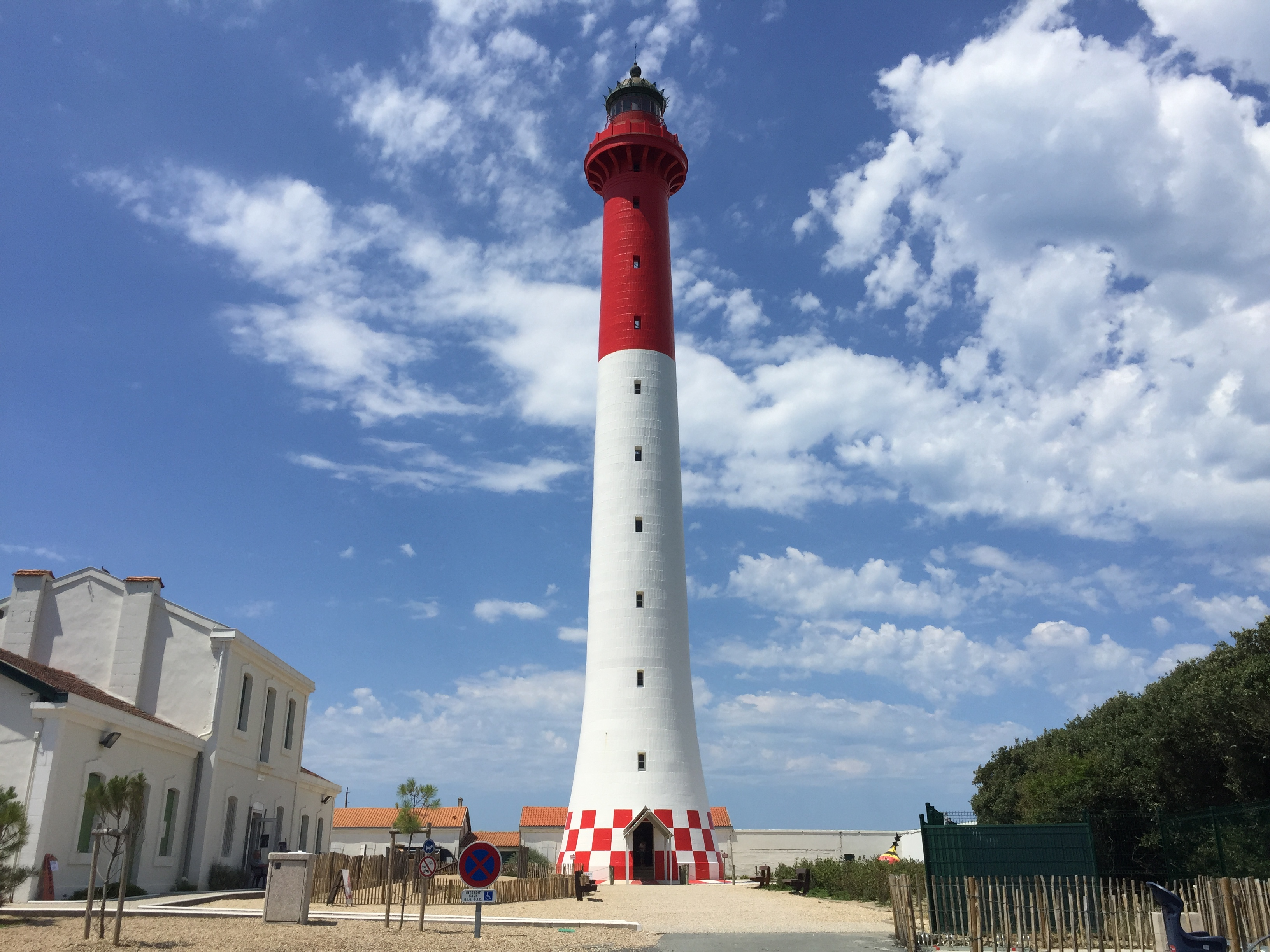
Le phare de la Coubre à la Tremblade.
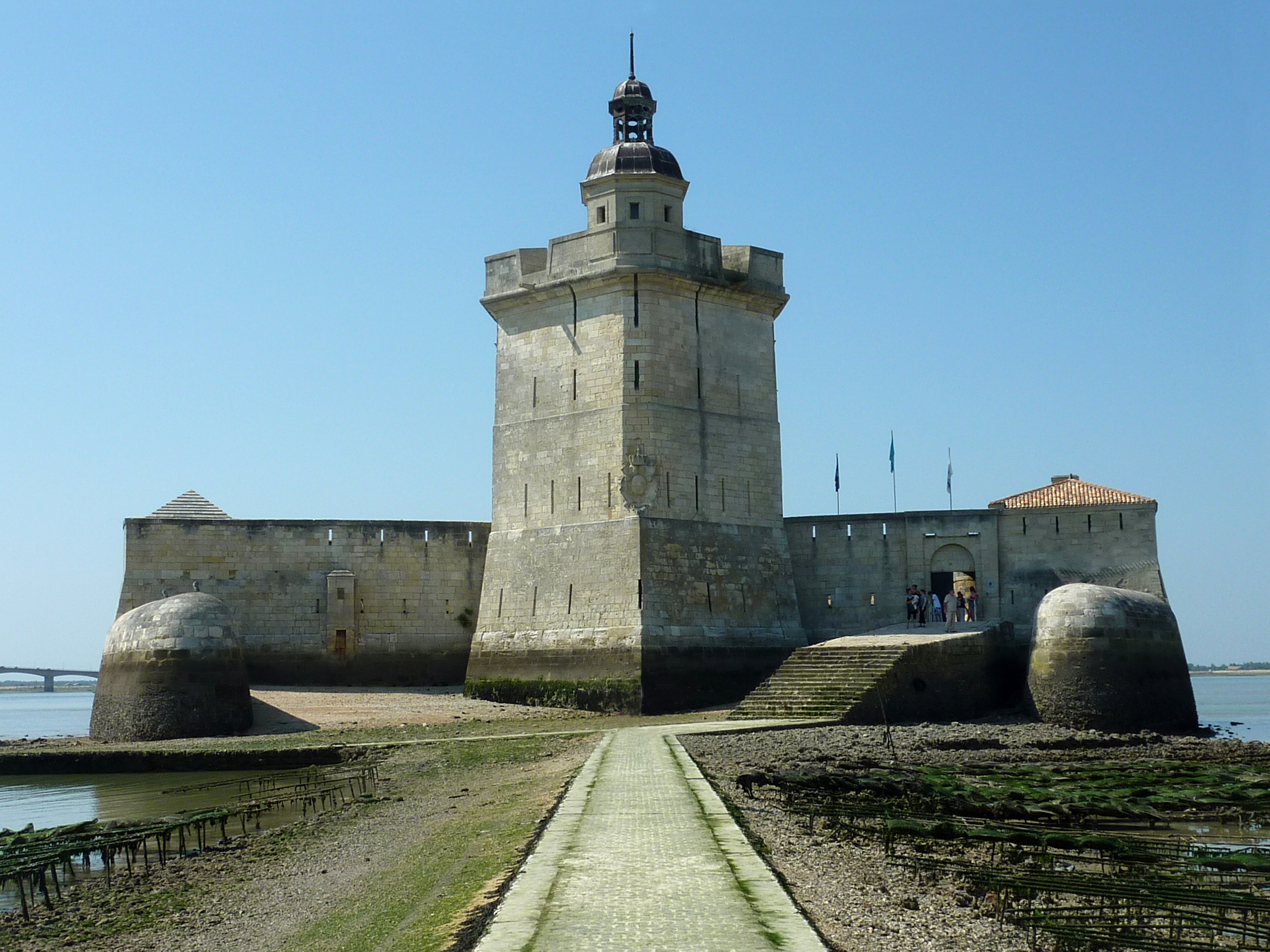
Le fort Louvois entre l'île d'Oléron et Bourcefranc-le-Chapus.

## Histoire

### Toponymie du département

#### Dénominations dialectales et actuelles
La Charente-Maritime (en saintongeais : Chérente-Marine) tire son nom à la fois du fleuve et de son littoral.
Le fleuve est dénommé Chérente en saintongeais. Quant à l'adjectif « maritime », il provient simplement de la situation littorale du département en bordure de l'océan Atlantique.
Antérieurement, le département a porté le nom de Charente-Inférieure en raison de sa position sur le cours inférieur du fleuve et, ce, depuis sa création jusqu'au 4 septembre 1941. Ce sont les négociants de Cognac qui ont demandé au Régime de Vichy le changement pour préserver la réputation de qualité de leurs produits.

#### Anciennes appellations du fleuve
Le département tire son nom du fleuve qui, à l'époque gallo-romaine, était connu sous le nom grec de « Κανέντελος » (Kanentelos). Ce nom est mentionné par le célèbre géographe Claude Ptolémée en 140 après Jésus-Christ.
En 360, à l'époque de l'Antiquité tardive, le poète de langue latine Ausone latinise le nom du fleuve sous la forme « Carantonus ».
Plus tard, dans un manuscrit daté de 865, le cours d'eau est orthographié sous la forme latine « Caranto ».
À la fin du Moyen Âge, il apparaît sous sa forme presque contemporaine dans un texte où est mentionné le village de « Taillebourg qui siet sur une male rivière que l'on appelle Carente ».
La plupart des noms des villes et des villages riverains du fleuve des deux départements charentais ont accolé à leur toponyme le nom du fleuve vers la fin du XIXe siècle ou dans le courant du siècle suivant — cas de Salignac-sur-Charente en 1952 ou de Bussac-sur-Charente en 1984 — généralement pour éviter des confusions d'homonymie géographique.

### Histoire de la Charente-Maritime

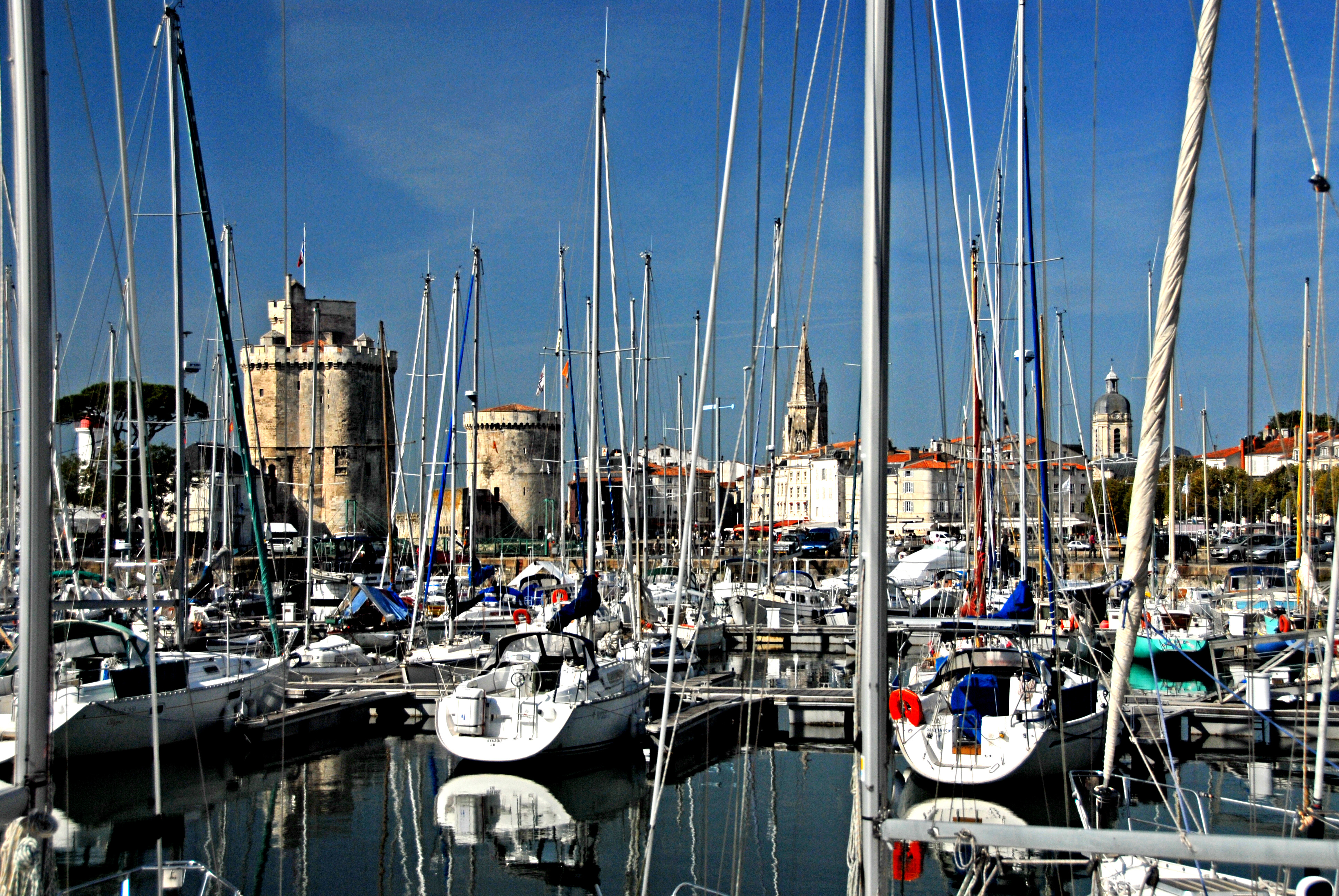
La Rochelle, ancienne capitale de l'Aunis et actuelle préfecture de Charente-Maritime, est aujourd'hui la principale ville du département.

La Charente-Maritime et les provinces qui occupaient son territoire avant 1790 : l'Aunis, la Saintonge, et, dans une moindre mesure, le Poitou et l'Angoumois.

Carte du département de la Charente-Inférieure (1790)

Pour mettre fin à l'Ancien Régime, le département a été créé à la Révolution française, le 4 mars 1790, en application de la loi du 22 décembre 1789.
Il a été formé artificiellement à partir des anciennes provinces d'Aunis et de Saintonge, ainsi qu'une petite portion du Poitou et de l'Angoumois, avec Saintes comme chef-lieu. Il porta à l'origine le nom de Charente-Inférieure en raison de la position géographique du fleuve où la Charente y écoule ses eaux dans son cours inférieur jusqu'à son embouchure dans l'océan Atlantique.
Le 1er juillet 1810, Napoléon Ier transféra le chef-lieu du département de Saintes à La Rochelle par un décret impérial.
Le 4 septembre 1941, une loi autorisa le département de la Charente-Inférieure à changer de dénomination au profit de celle de Charente-Maritime.
Au 1er janvier 2016, la région Poitou-Charentes, à laquelle appartenait le département, fusionne avec les régions Aquitaine et Limousin pour devenir la nouvelle région Nouvelle-Aquitaine.

### Héraldique du département
| Armes de la Charente-Maritime | Les armes de la Charente-Maritime se blasonnent ainsi : « Parti, en 1 d’azur à la mitre d’argent accompagnée de trois fleurs de lys d’or, et en 2 de gueules à la perdrix couronnée et contournée d’or. 1 Saintonge, 2 Aunis contourné. » |

## Administration

Les cinq arrondissements de la Charente-Maritime et leurs chefs-lieux.

Dans le domaine de l'administration territoriale, le département de la Charente-Maritime, qui résulte de la fusion des deux anciennes provinces de l'Aunis et de la Saintonge ainsi que d'une fraction du Poitou et de l'Angoumois lors de la Constituante de 1790, est composé de la manière suivante :
- 5 arrondissements
- 27 cantons
- 13 intercommunalités (4 communautés d'agglomérations (Rochefort, La Rochelle, Royan et Saintes) et 9 communautés de communes).
- 463 communes
- Anciennes communes de la Charente-Maritime. Les trois dernières communes de Charente-Maritime à avoir été créées datent du lendemain de la Seconde Guerre mondiale. Il s'agit des communes de Port-des-Barques, - située à l'embouchure de la Charente sur la rive gauche -, Le Grand-Village-Plage et La Brée-les-Bains, ces deux dernières sont des communes de l'île d'Oléron.

- La préfecture est La Rochelle.

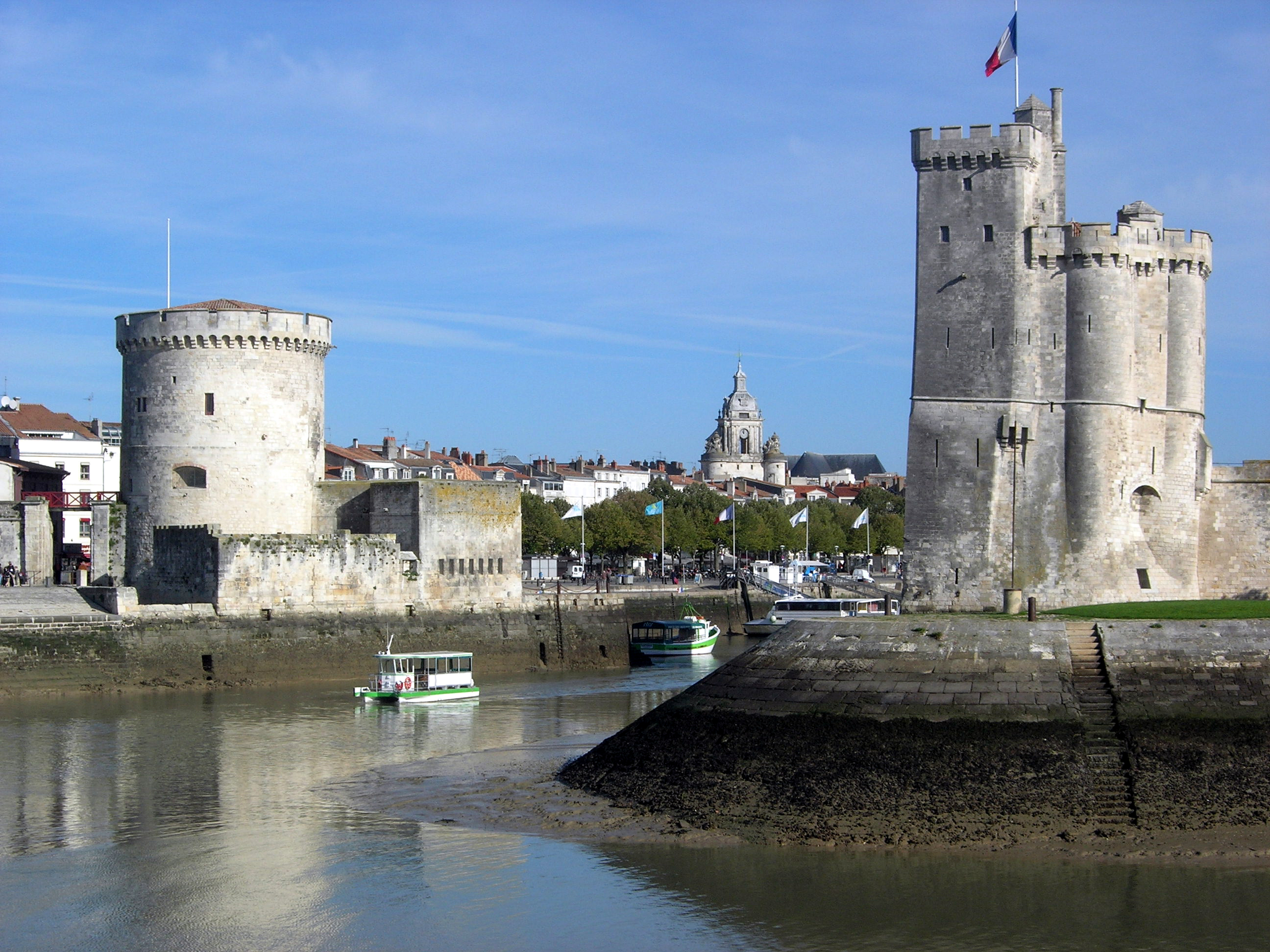
La Rochelle est la préfecture de la Charente-Maritime depuis 1810.

- Saintes fut préfecture du département depuis sa création en 1790 et ce jusqu'en 1810.
- Les sous-préfectures sont – par ordre alphabétique – Jonzac, Rochefort, Saint-Jean-d'Angély et Saintes.
- Avant les remaniements de la carte administrative en 1926, Marennes était également sous-préfecture.

## Politique
- Conseil départemental de la Charente-Maritime
- Liste des députés de la Charente-Maritime
- Liste des sénateurs de la Charente-Maritime
- Liste des conseillers généraux de la Charente-Maritime
- Liste des préfets de la Charente-Maritime
- Liste des circonscriptions législatives de la Charente-Maritime

## Justice
À la suite de la réforme de la Justice de 2007, l'organisation de la carte judiciaire de la Charente-Maritime a subi un profond remaniement. Mais elle a en même temps entraîné une certaine forme de « désertification » des instances judiciaires dans le département, souvent préjudiciable pour les justiciables, la notion de « justice de proximité » étant mal perçue par les citoyens autant qu'elle est dénoncée par l'ensemble des professions juridiques.
Ainsi deux tribunaux de grande instance (TGI) se partagent le territoire départemental, l'un à La Rochelle et l'autre à Saintes. Avant la réforme, Rochefort abritait un TGI.
Quatre tribunaux d'instance (TI) sont maintenant répartis dans le département au lieu de six avant la réforme de la carte judiciaire. Ils sont situés à La Rochelle, Saintes, Rochefort et Jonzac. Les deux TI supprimés avaient leur siège à Marennes et à Saint-Jean-d'Angély.

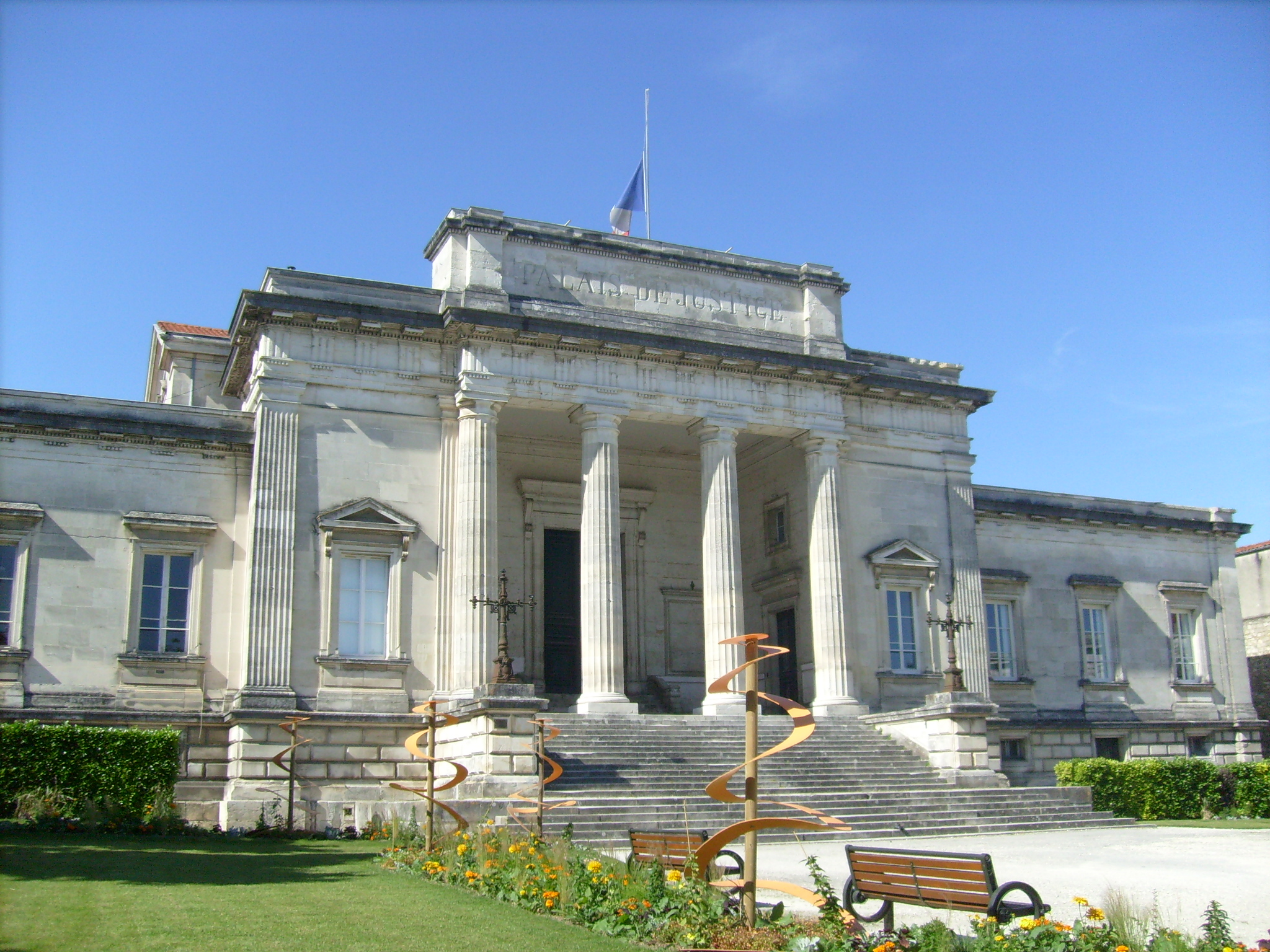
Le palais de justice de Saintes qui abrite la cour d'assises en fait le chef-lieu judiciaire de la Charente-Maritime.

La Charente-Maritime dispose toujours d'une cour d'assises, celle-ci demeure fixée à Saintes qui reste le chef-lieu judiciaire du département. Mais son rôle est appelé à être fortement amenuisé du fait que La Rochelle a été choisie pour abriter le pôle de l'instruction judiciaire départemental. Sa fonction de préfecture ayant fortement pesé sur ce choix, d'autant que la ville dispose d'une université avec une faculté de Droit. De plus, La Rochelle abrite une Maison de la Justice et du Droit qui a été inaugurée en 2002. C’est l’unique instance d’informations juridiques de ce genre présente dans le ressort de la cour d'appel de Poitiers.
La cour d'appel est à Poitiers de laquelle dépend la Charente-Maritime.
Trois centres de détention sont présents en Charente-Maritime (Maisons d'arrêt de Saintes, Bedenac et Rochefort et un centre pénitentiaire qui est situé à Saint-Martin-de-Ré. Un projet de prison départementale de 600 places est envisagé dans le département en remplacement des quatre prisons actuelles.
Il n'existe pas de juridiction administrative en Charente-Maritime, celle-ci est implantée à Poitiers (tribunal administratif) et à Bordeaux pour la cour administrative d'appel.
Par ailleurs, deux tribunaux de commerce sont en activité en Charente-Maritime. Ils ont leur siège à La Rochelle et Saintes. Ils étaient six avant la réforme. Ceux qui fonctionnaient avaient leur siège à Jonzac, Marennes, Rochefort et Saint-Jean-d'Angély.
À leurs côtés fonctionnent maintenant trois Conseils des Prudhommes en Charente-Maritime. Ils sont situés à La Rochelle, Saintes et Rochefort. Trois tribunaux de cette compétence ont été supprimés, ils étaient implantés à Jonzac, Marennes et Saint-Jean-d'Angély.

## Médias
Presse écrite
- Journal Sud Ouest (plusieurs éditions locales : La Rochelle, Saintes, Rochefort, Royan et Jonzac).
- Outre le quotidien régional Sud Ouest, cinq journaux hebdomadaires d'informations locales couvrent le territoire départemental[24] : Charente-Maritime Hebdo[25] publié à Surgères (qui a fusionné, début 2020, avec l'édition charentaise-maritime du Courrier français[26]), Le Phare de Ré édité à Saint-Martin-de-Ré, Le Littoral de la Charente-Maritime[27] imprimé à Marennes, Haute-Saintonge publié à Jonzac et L'Angérien libre imprimé à Saint-Jean-d'Angély dont les tirages sont souvent supérieurs à plusieurs milliers d'exemplaires.
- D'autres publications existent également à l'échelle du département, dont l'hebdomadaire agricole L'Agriculteur charentais[28], publié depuis 1934.

Télévision et radio
- France Bleu La Rochelle (Groupe Radio France)
- France 3 Nouvelle-Aquitaine via l'antenne de proximité France 3 Poitou-Charentes et son décrochage local France 3 Atlantique dont l'antenne locale est située à La Rochelle, diffusant quasi quotidiennement (du mardi au vendredi de chaque semaine) pendant 5 minutes des informations sur la Charente-Maritime.
- Demoiselle FM, radio locale qui émet sur la fréquence 97,8 MHz en Charente-Maritime depuis 1998 et qui est située à Rochefort.

## Culture

### Langues régionales
La langue de la Charente-Maritime, le poitevin-saintongeais, est présent dans la liste des langues de France depuis début 2010 avec le libellé suivant : « poitevin-saintongeais (dans ses deux variétés : poitevin et saintongeais) ». Il s'agit d'une langue d'oïl spécifique, bien que teintée de quelques tournures et de vocabulaire occitan.
La limite entre les deux variétés, le poitevin et le saintongeais traverse le nord de la Charente-Maritime, département partagé entre une petite zone linguistiquement poitevine (île de Ré, Nord de l'Aunis, régions de Loulay et d'Aulnay), et une grande zone linguistiquement saintongeaise (tout le reste du département).
Les habitants de la Saintonge et de l'Aunis ont fourni d'importants contingents d'émigrants qui se sont fixés en Nouvelle-France (Acadie et Québec). De nombreux mots du vocabulaire saintongeais subsistent dans le langage franco-canadien d'aujourd'hui.

### Les échanges culturels dans le cadre du jumelage et de la coopération internationale
Dans le cadre des échanges culturels entre nations, près d'une vingtaine de communes de la Charente-Maritime, principalement des villes, sont associées avec d'autres villes, surtout de l'Europe, mais aussi de l'Afrique et de l'Amérique du Nord.
Hors du cadre des conventions communales qui les lient à des villes du monde, l'université de La Rochelle, par le biais notamment de sa faculté des Lettres et des Sciences Humaines, entretient de nombreux échanges avec d'autres villes universitaires comme avec Halmstad en Suède, Montréal au Canada ou encore avec des villes des États-Unis.

## Personnalités liées au département

### Personnalités du Moyen Âge
- Aliénor d'Aquitaine : née en 1122, la fille du comte de Poitiers épouse le roi de France Louis VII, puis le futur roi d’Angleterre Henri II. Elle est à l'origine du premier code maritime français intitulé les Rôles d'Oléron.

### Époque moderne

#### Personnalités duXVIesiècle
- Jacques Boyceau : né à Saint-Jean-d'Angély vers 1560, intendant des jardins du roi Henri IV, de la reine Marie de Médicis, puis du roi Louis XIII. Il eut pour tâche de diriger la plantation du jardin du palais du Luxembourg, puis de redessiner les parterres du jardin du Louvre, du palais des Tuileries et du Château-Neuf de Saint-Germain-en-Laye.
- Samuel de Champlain : né à Brouage ou à La Rochelle, entre 1567 et 1580[34], navigateur, cartographe, explorateur, chroniqueur et fondateur de la ville de Québec en 1608.
- Théodore Agrippa d'Aubigné : né près de Pons en 1522, fut un homme de guerre, écrivain et poète baroque protestant († 1630).

#### Personnalités duXVIIesiècle
- René-Antoine Ferchault de Réaumur : né en 1683 à La Rochelle, mort en 1757, l’un des plus grands savants du XVIIIe siècle.

#### Personnalités duXVIIIesiècle
- Nicolas Venette : né en 1633 et mort en 1698, médecin, sexologue et écrivain, auteur du Tableau de l’amour conjugal, premier traité de sexologie en Occident.
- Jacques Nicolas Billaud-Varenne : né en 1756 et mort en 1819, politique français, révolutionnaire, auteur de plusieurs pamphlets, membre de la Commune de Paris, dirigea de concert avec Danton les sanglantes journées de Septembre 1792. Élu à la Convention par le département de la Seine, il vote la mort de Louis XVI.
- Louis-Benjamin Fleuriau de Bellevue : né en 1761 et mort en 1852, conseiller municipal, conseiller général, député, passionné par les sciences naturelles, à grandement contribué aux collections du muséum d’histoire naturelle de La Rochelle.
- Aimé Jacques Alexandre Goujaud Bonpland : né en 1773 et mort en 1858, chirurgien et botaniste ayant accompagné Alexander von Humboldt dans ses expéditions, auteur de précieux manuscrits.
- Guy-Victor Duperré : né en 1775 et mort en 1846, amiral français, marin d’Empire, Pair de France et ministre de la Marine. Enterré aux Invalides après des funérailles nationales, son nom figure sur l’Arc de triomphe de Paris.

### Époque contemporaine

#### Personnalités duXIXesiècle
- Jules Dufaure : né à Saujon (1798-1881), enterré à Grézac, fut un avocat et homme politique considérable du XIXe siècle au niveau régional (député de Saintes de 1834 à 1851 puis de 1871 à 1875 et de Marennes en 1876, président du conseil régional de nombreuses années et bâtonnier de Bordeaux de 1832 à 1834) et national (ministre en 1839-1840, en 1848, en 1849 ; vice-président du Conseil et ministre de la Justice de 1871 à 1873 ; ministre de la Justice en 1875, puis président du Conseil en 1876 et de nouveau en 1877-1879 ; sénateur inamovible en 1876 ; bâtonnier de Paris de 1862 à 1864 et élu à l'Académie française en 1863). Il fut l'un des inspirateurs de la loi relative à l'établissement des grandes lignes de chemin de fer en France de 1842 en tant que président de la Commission à l'Assemblée Nationale, impulsa le Plan Freycinet en 1878 et fut un des artisans de plusieurs constitutions françaises (1848, le projet de 1873, les lois constitutionnelles de 1875). Issu de la famille orléaniste libérale, il fit allégeance à la république en 1848 et réaffirma son attachement aux principes républicains en 1871, devenant ainsi un des leaders du parti Centre Gauche, qui permit la consolidation de la IIIe République après le 16 mai 1877.
- Eugène Fromentin : né et mort à La Rochelle (1820-1876), fut un peintre et écrivain orientaliste fécond.
- William Bouguereau : né et mort à La Rochelle (1825-1905), peintre académique de la fin du XIXe siècle, membre de l'Académie des Beaux-Arts.
- Eugène Biraud : né en 1825 à Saint-Georges-du-Bois, près de Surgères, mort en 1908 ; considéré comme le « père de la coopération laitière », il est le fondateur de la toute première laiterie coopérative de France qui eut lieu le 13 janvier 1888.

#### Personnalités duXXesiècle
- Émile Combes : né en 1835, cet homme politique anticlérical, un des responsables de la loi de séparation des Églises et de l'État de 1905, est mort à Pons en 1921.
- Pierre Loti : né à Rochefort en 1850 et enterré à Saint-Pierre-d'Oléron (île d'Oléron), Julien Viaud (de son vrai nom) est aussi célèbre pour ses romans exotiques que pour ses excentricités. Il a passé sa vie à courir le monde — pour mieux revenir dans sa région natale à chaque fois. Sa maison à Rochefort est devenue un musée.
- René Guillot : né en 1900 à Courcoury, mort en 1969 à Paris, auteur de livres d'aventure pour la jeunesse ; ancien membre de l'Académie de Saintonge.
- Maurice Merleau-Ponty : né en 1908 à Rochefort, mort en 1961 à Paris, philosophe existentialiste et phénoménologue, professeur au Collège de France, élève de l’École normale supérieure (ENS) reçu deuxième à l’agrégation de philosophie en 1930. Il fonde avec Jean-Paul Sartre la revue Les Temps modernes.

#### Personnalités contemporaines desXXeetXXIesiècles
- Hortense Dufour : romancière, née en 1946 à Marennes. Elle a en particulier écrit le roman Le Bouchot publié chez Grasset en 1982.
- Daniel Bernard : né à La Rochelle en 1948, auteur de quatre romans sur l'île de Ré intitulés Comment c'était avant l'île de Ré (2010), Les Magayantes (2008), Une île bien plus loin que le vent (2005), et Le Saunier de Saint-Clément (2002) (éditions l'Harmattan).
- Bruno Guillon : né à Saint-Jean-d'Angély est l'animateur du morning Bruno dans la radio sur Fun Radio et l'animateur du jeu Chacun son tour, jeu télévisé diffusé depuis 2021 sur France 2.
- Nina Métayer, née en 1988 à La Rochelle, est une chef pâtissière française. Elle est élue Pâtissière de l'année en 2016 par le magazine Le Chef, et en 2017 par le guide Gault et Millau. En 2023, elle est distinguée Pâtissière Mondiale, un titre décerné par l’Union internationale des boulangers et pâtissiers (Uibc).

## Logos

Logo de la Charente-Maritime de 1986 à 2008.
Logo à partir de 2008[35].

## Pour approfondir

### Repères bibliographiques
(Par ordre alphabétique des auteurs)

#### Ouvrages généraux sur le département (liste indicative)
- Combes (Jean) et Daury (Jacques) (ouvrage collectif sous la direction de), Guides des départements : la Charente-Maritime, Tours, éditions du Terroir, 1985.
- Flohic (Jean-Luc) (ouvrage collectif sous la direction de), Le Patrimoine des communes de la Charente-Maritime, Flohic éditions, collection « Le patrimoine des communes », tomes 1 et 2, 2002.
- Gautier (M.A.), Dictionnaire des communes de la Charente-Maritime (réédition de la Statistique du département de la Charente-Inférieure publiée en 1839), Saintes, Les Chemins de la Mémoire éditions.
- Luc (Jean-Noël) (ouvrage collectif sous la direction de), La Charente-Maritime - L'Aunis et la Saintonge des origines à nos jours, Saint-Jean-d'Angély, éditions Bordessoules, 1981.

#### Ouvrages spécialisés sur l'économie et la géographie du département (liste indicative)
- Beteille (Roger) et Soumagne (Jean) (mise en coordination par), La Charente-Maritime aujourd'hui - Milieu, économie, aménagement, Jonzac, publications de l'Université Francophone d'Été, 1987.
- Blier (Gérard), Histoire des transports en Charente-Maritime, Le Croît-vif, Collections Documentaires, 2003.  (ISBN 2-907967-80-0)
- Grelon (Michel), Saintonge, pays des huîtres vertes, La Rochelle, éditions Rupella, 1978.
- Julien-Labruyère (François), Paysans charentais - Histoire des campagnes d'Aunis, Saintonge, Jonzac, et bas Angoumois - Tome 1 : Économie rurale et Tome 2 : Sociologie rurale, La Rochelle, éditions Rupella, 1982.
- Papy (Louis), Le Midi atlantique, atlas et géographie de la France moderne, Paris, Flammarion, 1984.
- Pinard (Jacques), Les Industries du Poitou et des Charentes, Poitiers, SFIL & Imprimerie Marc Texier, 1972.

#### Ouvrages spécialisés sur l'histoire du département (liste indicative)
- Mickaël Augeron et Olivier Caudron, dir., La Rochelle, l’Aunis et la Saintonge face à l’esclavage, Paris, Les Indes savantes, 2012, 340 p.
- Mickaël Augeron, Sylvie Denis et Louis-Gilles Pairault, dir., Entre terres et mers : la Charente-Maritime dans la Grande Guerre (1914-1918), La Crèche, La Geste, 2018, 537 p.
- Jean Combes (ouvrage collectif sous la direction de), Guide des départements - La Charente-Maritime, Tours, éditions du Terroir, 1985.
- Delayant (Léopold), Histoire du département de la Charente-Inférieure, La Rochelle, H. Petit, libraire-éditeur, 1872.
- Deveau (Jean-Michel), Histoire de l'Aunis et de la Saintonge, Paris, Presses universitaires de France, coll. « Que sais-je ? ».
- Ducluzeau (Francine) (ouvrage collectif sous la coordination de), Histoire des Protestants charentais (Aunis, Saintonge, Angoumois), Le Croît vif, 2001.
- Duguet (Jacques) et Deveau (Jean-Michel), L'Aunis et la Saintonge : histoire par les documents, CRDP, 1977.
- Jean-Louis Flohic (ouvrage collectif sous la direction de), Le patrimoine des communes de la Charente-Maritime, Paris, éditions Flohic, 2002.
- Genet (Christian), Les deux Charentes au XXe siècle : 1945-2000, Aubin Imprimeur, 2007.
- Genet (Christian) et Moreau (Louis), Les deux Charentes sous l'Occupation et la Résistance, La Caillerie, Gémozac, 1983.
- Julien-Labruyère (François), A la recherche de la Saintonge maritime, La Rochelle, éditions Rupella, 1982.
- Lormier (Dominique), La Libération de la France : Aquitaine, Auvergne, Charentes, Limousin, Midi-Pyrénées, Saint-Paul, Éditions Lucien Souny, 2007.
- François de Vaux de Foletier, Histoire d'Aunis et de Saintonge, Princi Negue, 2000.

#### Ouvrages spécialisés sur la toponymie de la Charente-Maritime
- Jean-Marie Cassagne et Mariola Korsak, Origine des noms de villes et villages de la Charente-Maritime, Saint-Jean-d'Angély, éditions Bordessoules, 2003, 348 pages.  (ISBN 2-913471-65-X)
- Duguet (Jacques), Noms de lieux des Charentes, Paris, éditions Bonneton, 1995.  (ISBN 2-86253-185-5)

#### Guides touristiques sur le département
- La Charente-Maritime pour les curieux, éditions Le Passage des heures, 2016.
- Le Petit Futé Charente-Maritime 2012, le Petit Futé, Paris, 13e édition, 2012.
- Le Guide Vert, La Charente-Maritime, Guide Michelin, 2008.
- Le Guide Vert, Poitou, Vendée, Charentes, Michelin - éditions du Voyage, parution 2000.
- Rieupeyrout Jean-Louis, Poitou-Charentes, Nathan/Guides Delpal, 1987.

#### Articles de la presse régionale et locale
- Quotidien régional Sud-Ouest, édition Charente-Maritime, (agences de presse de La Rochelle, Royan et Saintes).
- Hebdomadaire d'informations locales L'Hebdo de la Charente-Maritime, (siège d'édition de Surgères).
- Hebdomadaire d'informations locales Le Littoral de la Charente-Maritime, (siège d'édition de Marennes).
- Hebdomadaire d'informations locales Le Phare de Ré (siège d'édition de Saint-Martin-de-Ré).
- Hebdomadaire d'informations locales L'Angérien libre (siège d'édition de Saint-Jean-d'Angély).